# オストラヴァ市電
オストラヴァ市電（チェコ語: Tramvajová doprava v Ostravě）は、チェコの都市・オストラヴァ市内に路線網を有する路面電車。1894年に開通した蒸気鉄道をルーツに持ち、2021年現在は路線バスやトロリーバス（オストラヴァ・トロリーバス）と共にオストラヴァ市交通会社（Dopravní podnik Ostrava、DPO）によって運営されている
。

## 歴史

### オーストリア＝ハンガリー帝国時代
19世紀、工業都市として発展を続けていたオストラヴァでは周辺地域を含めた人々や製品の輸送を可能とする都市交通が求められていた。既に1847年の時点でオストラヴァには鉄道が開通していたが、郊外を経由していたために地域間輸送には活用されず、当時の主要な交通機関であった乗合馬車も運賃が高価で輸送力も乏しく、都市の発展に追いつけない状況にあった。
この事態を打破するため、1882年以降オストラヴァと周辺都市を結ぶ鉄道を建設する計画が動き始め、当初の馬車鉄道計画が変更された後、1894年8月18日に開通したオストラヴァ駅 - モラヴスカ・オストラヴァ - ヴィートコシツェ間を結ぶ軌間1,435 mm（標準軌）蒸気鉄道へと繋がった。その後も1897年、1899年に支線の延伸が実施された一方、年々増加する利用客に対応するためこれらの路線を電化する事が決定し、1901年5月1日から路面電車の運行が開始された。その後も延伸は続き、1907年までに現在のオストラヴァ市電の路線網の基礎が出来上がった。
また、同時期にはオストラヴァ周辺地域と鉄道駅を結ぶ軌間760 mm（狭軌）の鉄道（軽便鉄道）も多数開通し、中には1910年代に電化が実施された路線も存在した。だが、オストラヴァ市電を含めたこれらの路線は第一次世界大戦期の乗務員の徴兵や金属の供出などの影響を受け、一部は運行を停止する事態に追いやられた。それ以外の路線もメンテナンスは行われず、終戦以降多くの路線は大規模な修繕が必要となった。

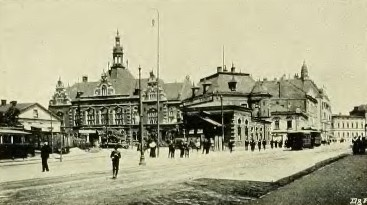
1910年代のオストラヴァ市電（1911年撮影）
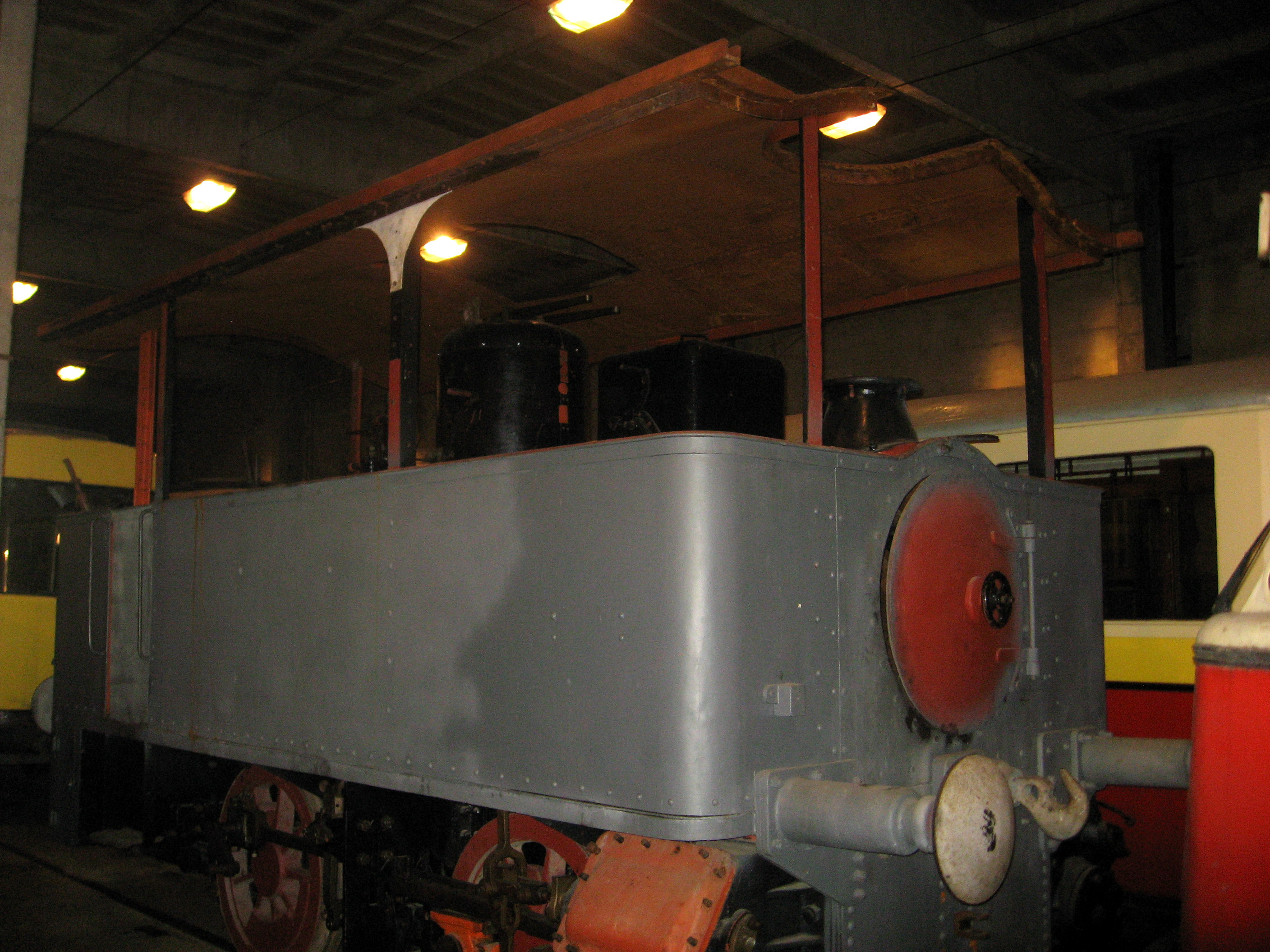
オストラヴァ市内で使用された蒸気機関車はブルノの博物館で保存されている（2008年撮影）

### 第二次世界大戦まで
大戦後、チェコスロバキアの路面電車となったオストラヴァ市電の運営組織は本社をオストラヴァに移転し、社名をモラヴィア地方鉄道（Společnost moravských místních drah、SMMD）へと変更した。復興が一段落した1920年代以降は利用客の増加に応じた複線化や延伸、車庫の整備が継続的に実施された他、1930年からは路面電車が経由していない地域を結ぶ路線バスの運行も開始した。他の事業者が運営する路線網についても路線の整備や車両の増備が実施され、1934年にはヴィートコシツェ製鉄所（Vítkovické železárny）が運営する路線の電化が行われている。
しかし、1938年に署名されたミュンヘン会談によりオストラヴァを中心とした工業地域の一部はポーランドの領土となり、オストラヴァ周辺の鉄道の一部も休止を余儀なくされた。更に1939年にナチス・ドイツはオストラヴァを占領し、路面電車を含めた公共交通機関は右側通行への変更、ドイツ語の使用の命令などの影響を受けた。それでも戦時体制下で急増する利用客を運ぶため路面電車は運行を続けたが、1944年8月29日を始めとする連合国軍による空襲、撤退時のナチス・ドイツによる施設や橋脚の破壊により路面電車網は深刻な破壊を受け、終戦後は赤軍による指導の下で1946年まで路線網の復旧が行われた。

### 社会主義時代
チェコスロバキアが社会主義体制へ移管する直前の1947年、モラヴィア地方鉄道は全事業をオストラヴァ市へ移管する事を決定し、移管後は更にオストラヴァおよび周辺都市の公共交通機関をオストラヴァ市交通局（Dopravní podnik města Ostravy、DPMO）へと合併する事となり、1953年までに完了した。また、非電化のまま残されていた路線についても一部が電化され、オストラヴァ市電の路線網に組み込まれた。
1950年代以降は計画経済の元で工業団地を始めとする住宅地の建設が進み、1970年代のオイルショックを受けた見直しもあり路面電車網の積極的な延伸が実施された他、1953年からはタトラカーと呼ばれる大型路面電車車両の導入が進められた。また1978年にはこれらの交通機関と共に利用客自身が刻印を行う信用乗車方式への移管が行われた。一方でトロリーバスや路線バス網の整備も進んだ結果、老朽化が進んでいた軌間760 mmの路線網の置き換えが実施され、1973年までにこれらの狭軌の路線は姿を消した。また、1950年代までに建設が実施されながらも老朽化が進んだクリムコヴィチェ方面（1978年廃止）、フルチーン方面（1982年廃止）の郊外路線については路線バスへの置き換えによる廃止が行われた。

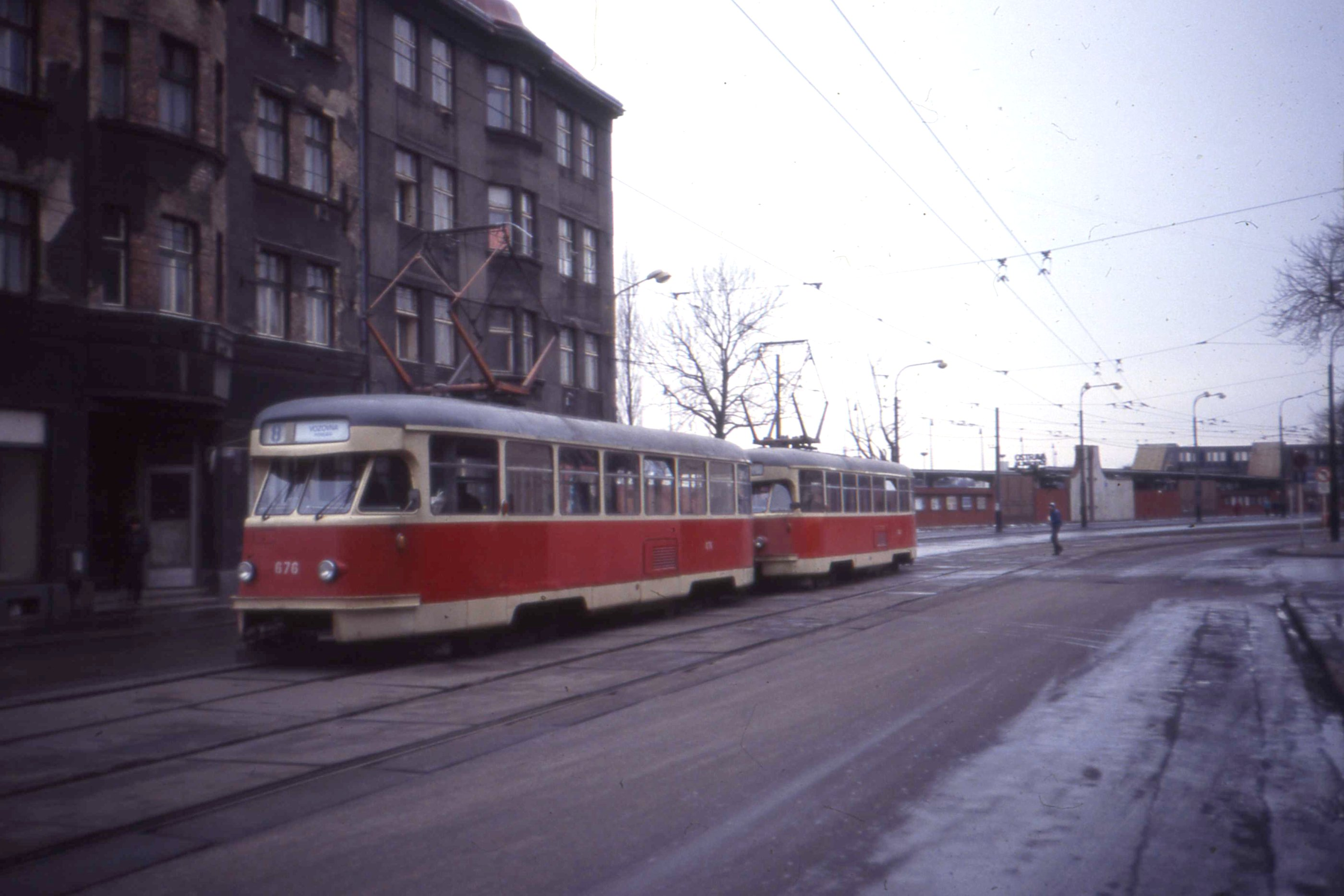
タトラカーの第2世代・タトラT2（1992年撮影）
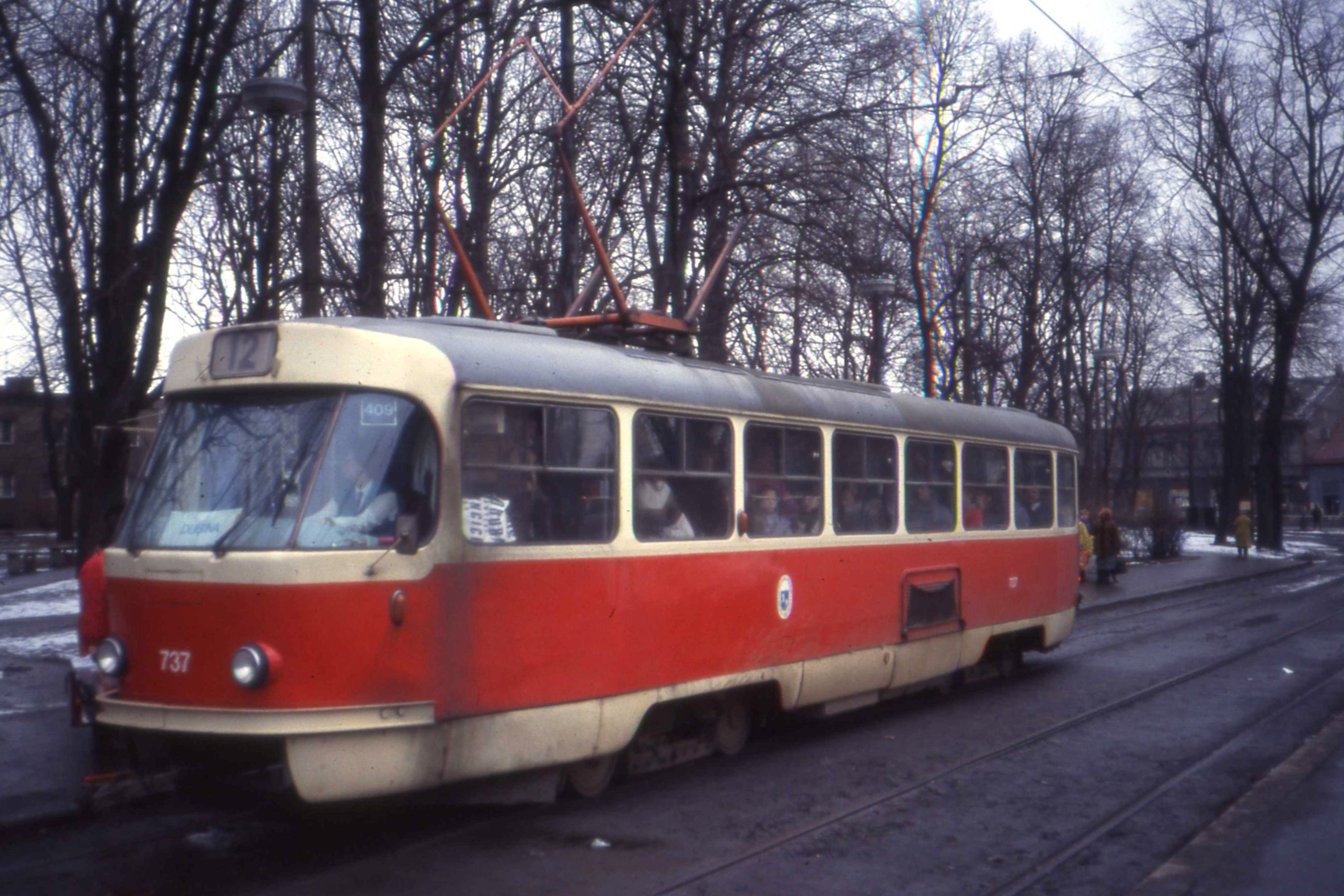
タトラT3は長期にわたる大量生産が行われた（1994年撮影）

### チェコ共和国成立後
ビロード革命による社会主義体制の崩壊、ビロード離婚によるチェコ共和国の成立を経て、オストラヴァ市電の運営事業者はオストラヴァ交通局からオストラヴァ市が全株を所有するオストラヴァ市交通会社（Dopravní podnik Ostrava、DPO）へと移管している。同事業者は、民主化後に顕著となったモータリーゼーションに対抗するため料金体系のゾーン制への変更、券売機の電子化、郊外の路線バスとの運賃の統一などの積極策を進めている。路面電車についても1990年代以降超低床電車の導入を中心とした近代化を進めている他、1999年と2005年には一部区間の延伸も実施されている。

## 系統
2021年現在、オストラヴァ市電では以下の系統が運行されている。ただしオストラヴァ市電では路線網の整備を順次進めており、それに応じて運休や経路の変更、代行バスへの切り替えも行っているため、下記とは異なる区間で運行される場合もある。
| 系統番号 | 起点                  | 終点                 | 備考  |
| -------- | --------------------- | -------------------- | ----- |
| 1        | Hlavní nádraží        | Dubina               |       |
| 2        | Hlavní nádraží        | Výškovice            |       |
| 3        | Dubina                | Poruba,vozovna       |       |
| 4        | Nová huť jižní brána  | Martinov             |       |
| 5        | Budišovice,Zátiší     | Poruba,vozovna       | [ 5 ] |
| 6        | Mor. Ostrava,Plynárny | Výškovice            |       |
| 7        | Výškovice             | Poruba,Vřesinská     |       |
| 8        | Hlavní nádraží        | Poruba,Vřesinská     | [ 5 ] |
| 10       | Hranečník             | Dubina               |       |
| 11       | Mor. Ostrava,Plynárny | Zábřeh               |       |
| 12       | Hranečník             | Dubina               |       |
| 14       | Přívoz,Hlučínská      | Nová huť jižní brána |       |
| 15       | Dubina                | Výškovice            |       |
| 17       | Dubina                | VPoruba,Vřesinská    |       |
| 18       | Dubina                | Hlavní nádraží       |       |
| 19       | Dubina                | Martinov             |       |

## 車両

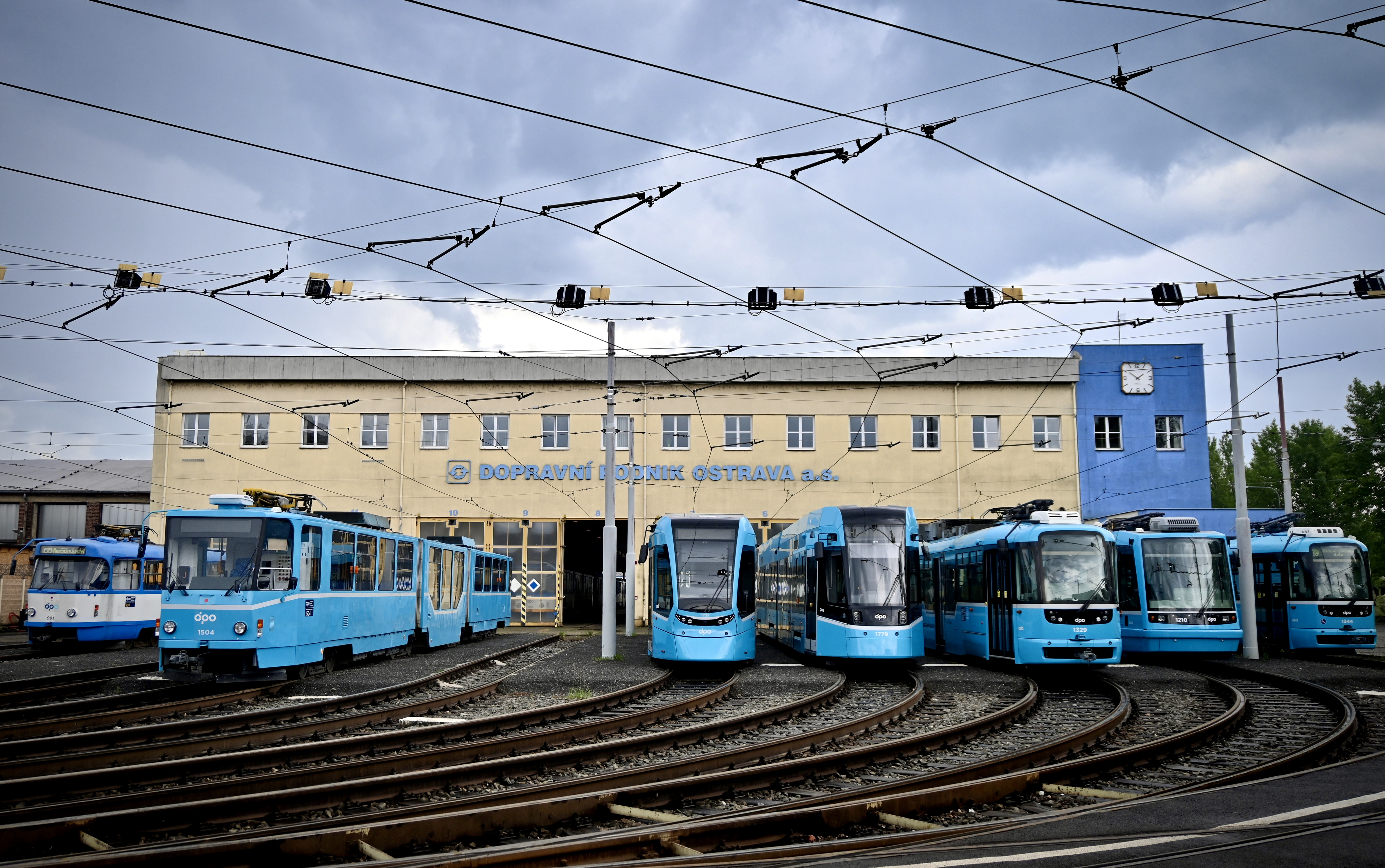
車庫に停車するオストラヴァ市電の車両（2024年撮影）

### 現有車両
2022年現在、オストラヴァ市電では以下の形式が営業運転に用いられている。

#### タトラT3

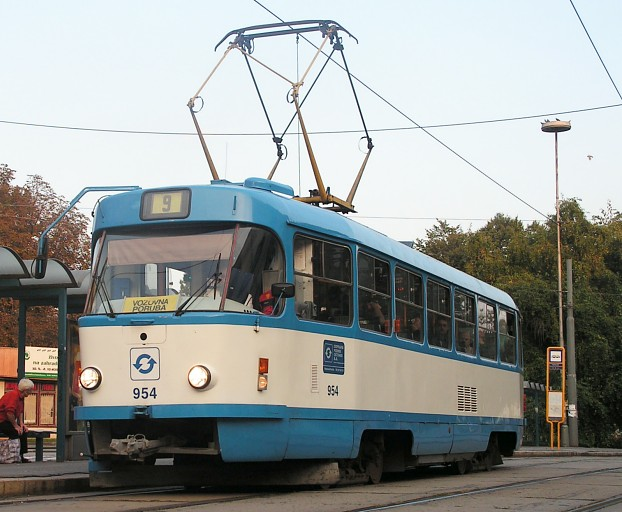
タトラT3（2005年撮影）

旧東側諸国各地の都市へ向けて大量生産が実施された路面電車車両。オストラヴァ市電向け車両は1965年から1987年まで長期に渡る導入が実施された。1990年代以降は機器の更新が積極的に行われている他、後述の機器流用車の導入も多数実施されており、2022年12月以降使用されているのはこれらの更新車両であるが、後述する超低床電車をはじめとした後継車両の導入に伴う廃車も進行している。

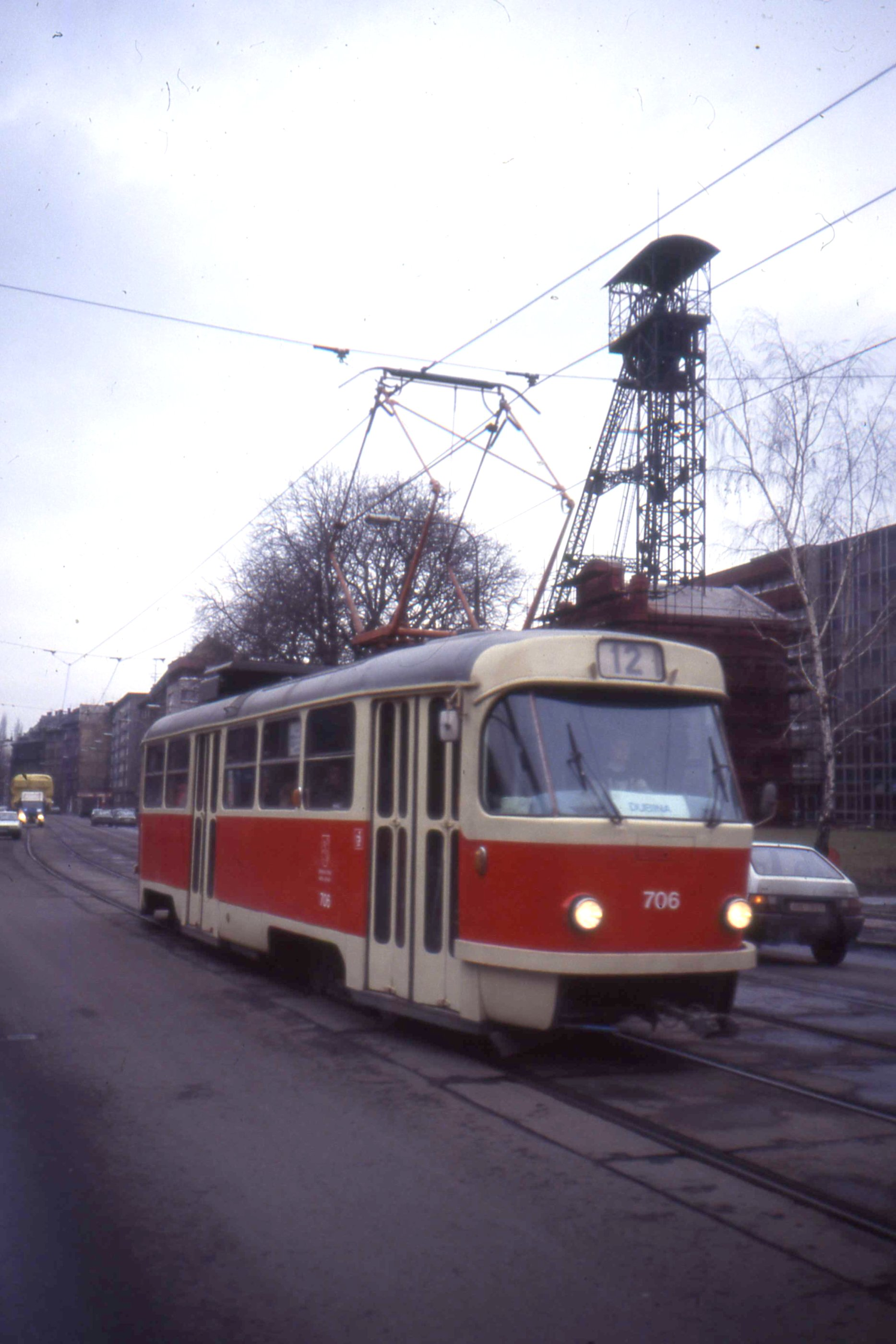
タトラT3M（1992年撮影）
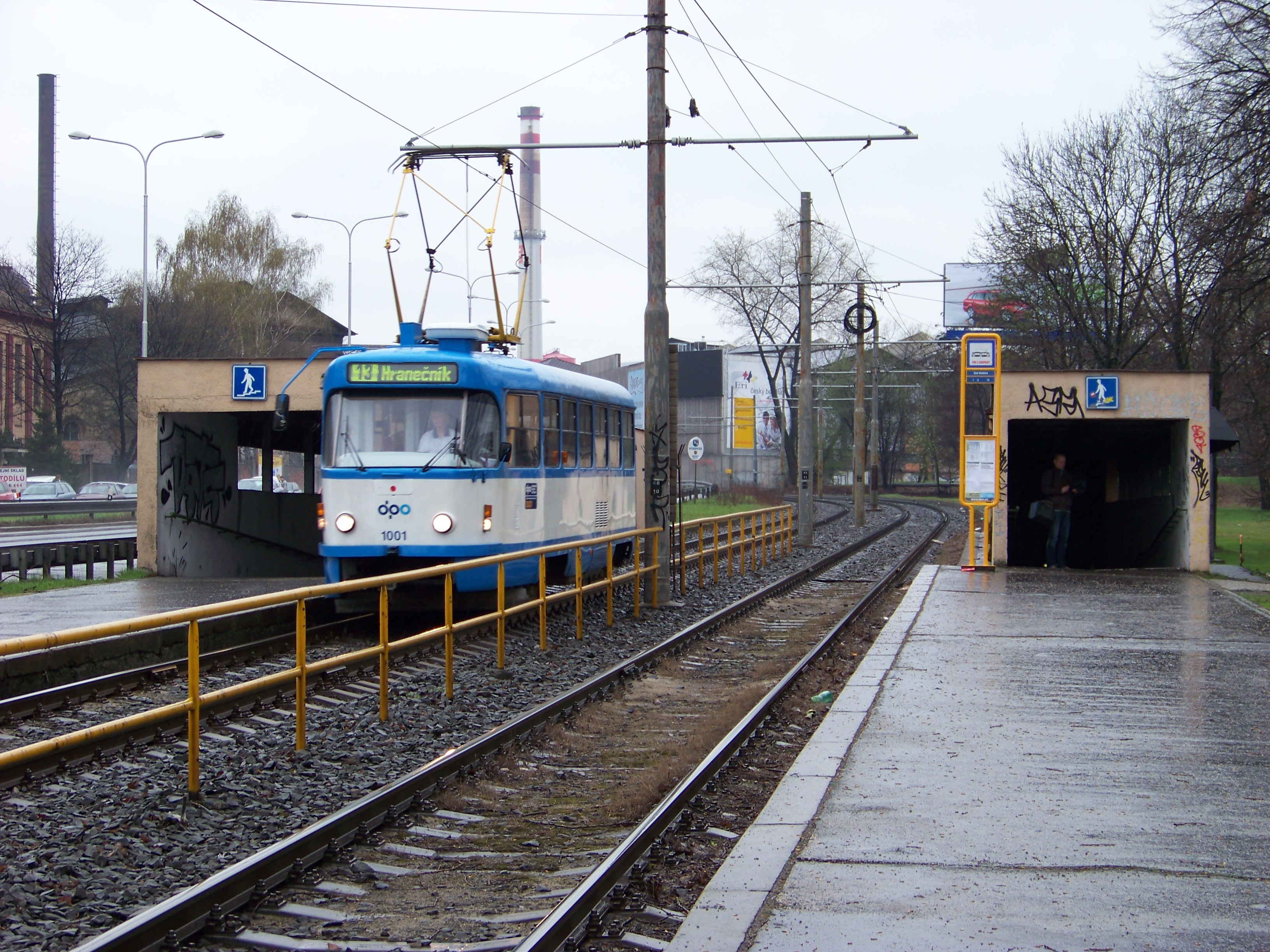
タトラT3G（2012年撮影）
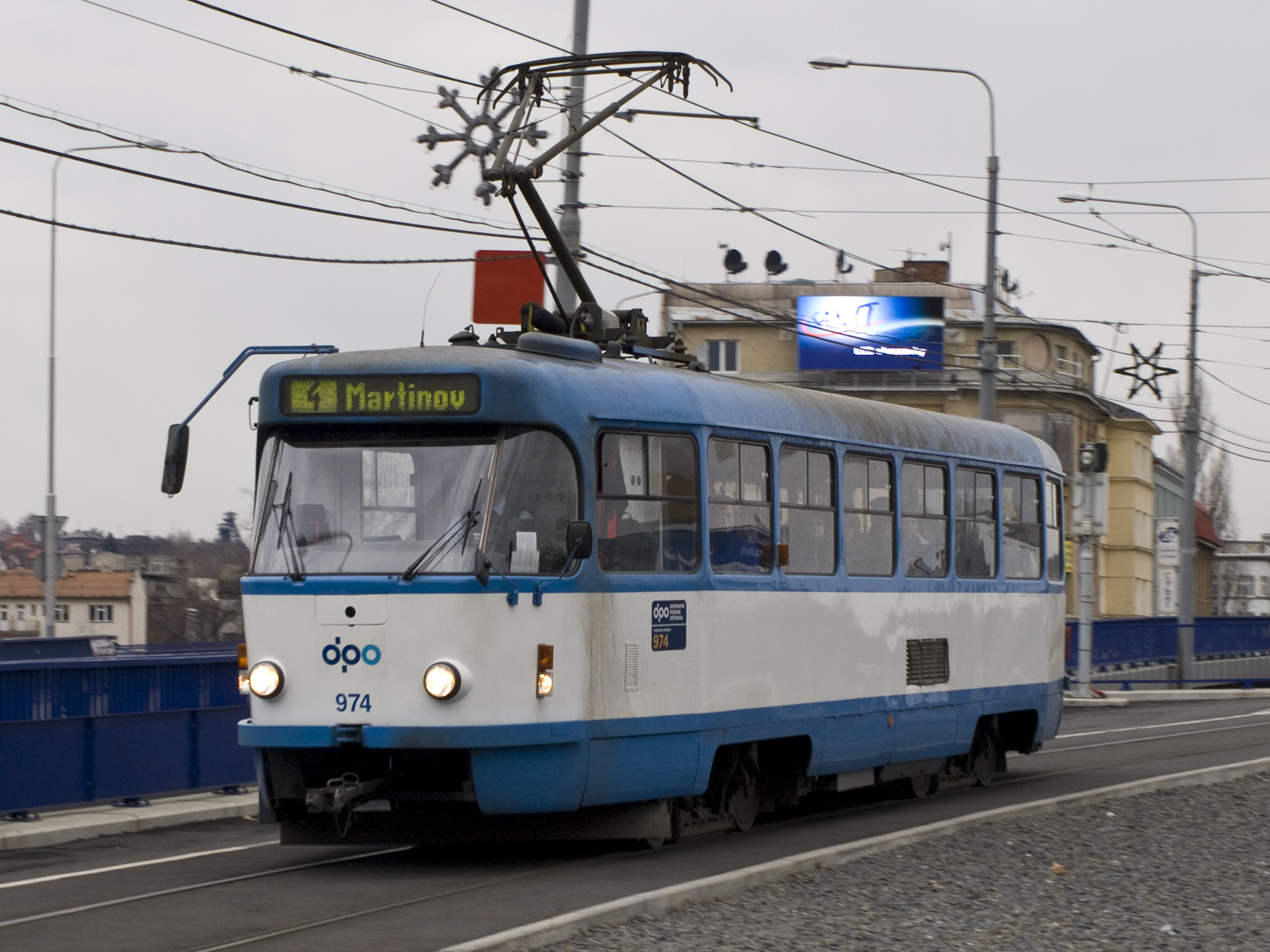
タトラT3R.P（2011年撮影）
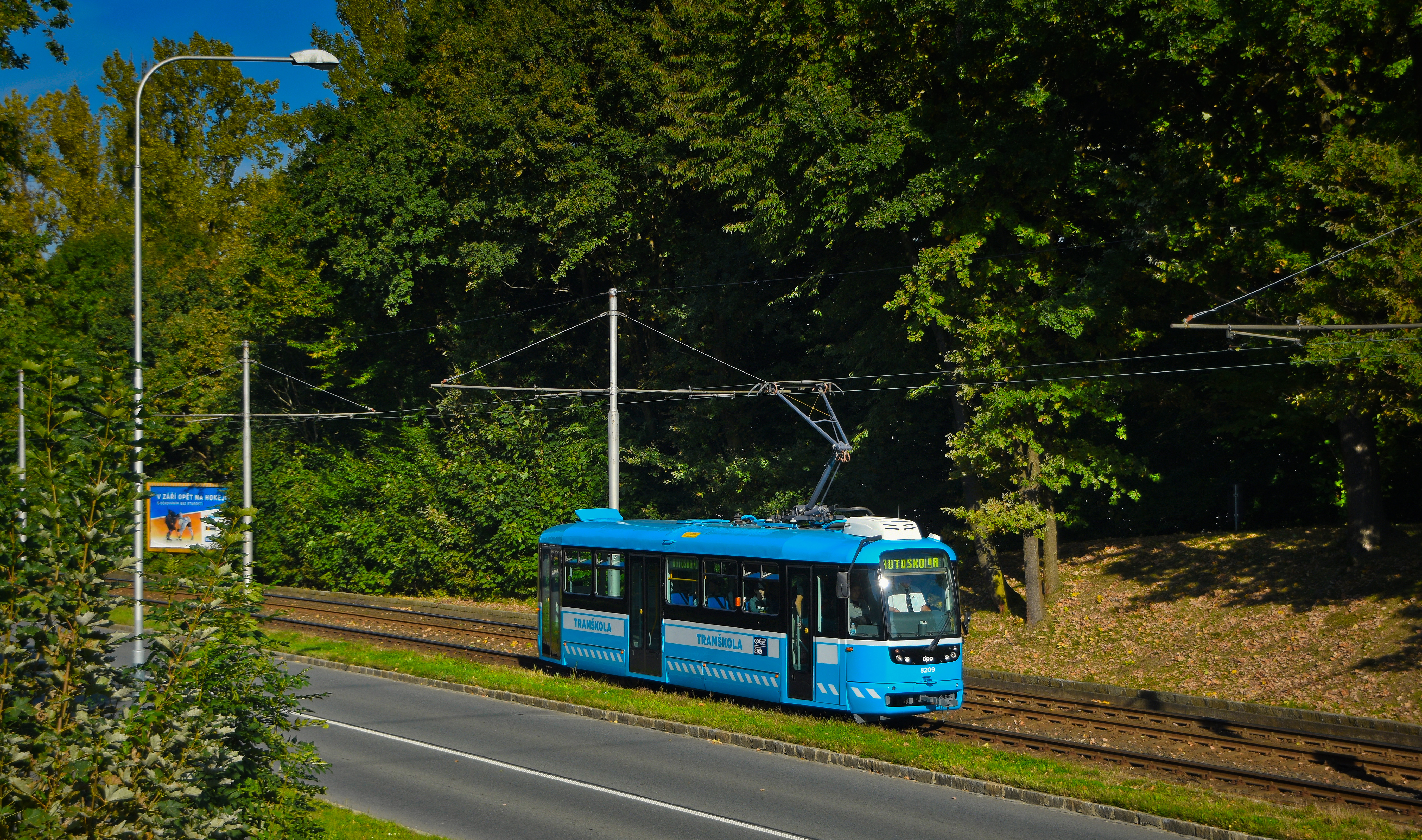
タトラT3R.EV（2021年撮影）

#### タトラKT8D5

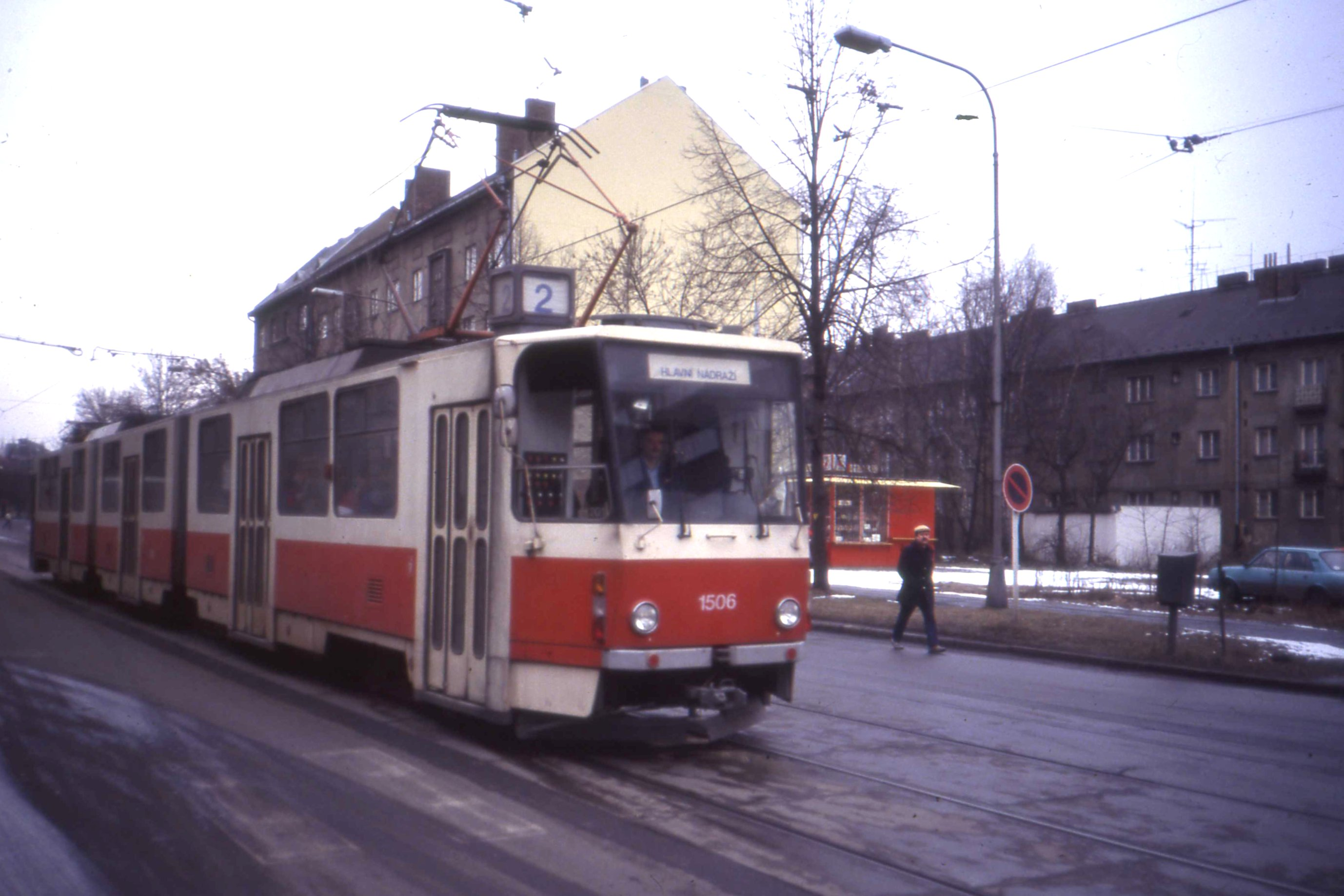
タトラKT8D5（1992年撮影）

ČKDタトラが開発した、両運転台の3車体連接車。オストラヴァ市電向け車両は1989年から1990年にかけて16両が導入されたが、2003年以降全車とも中間車体の低床車体への交換や片運転台・片方向化等が施されたKT8D5.RN1への改造が行われている。

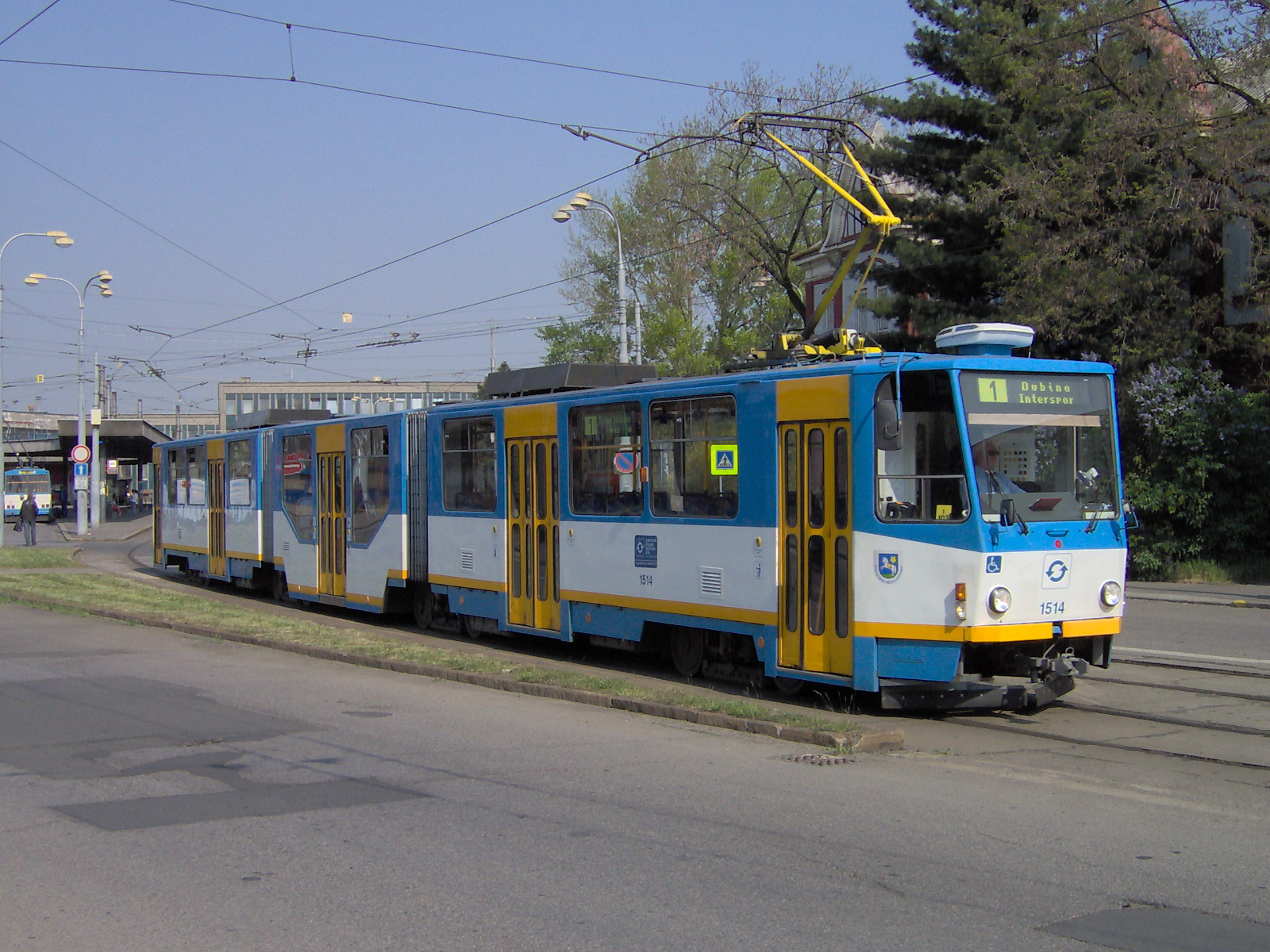
KT8D5.RN1（2007年撮影）
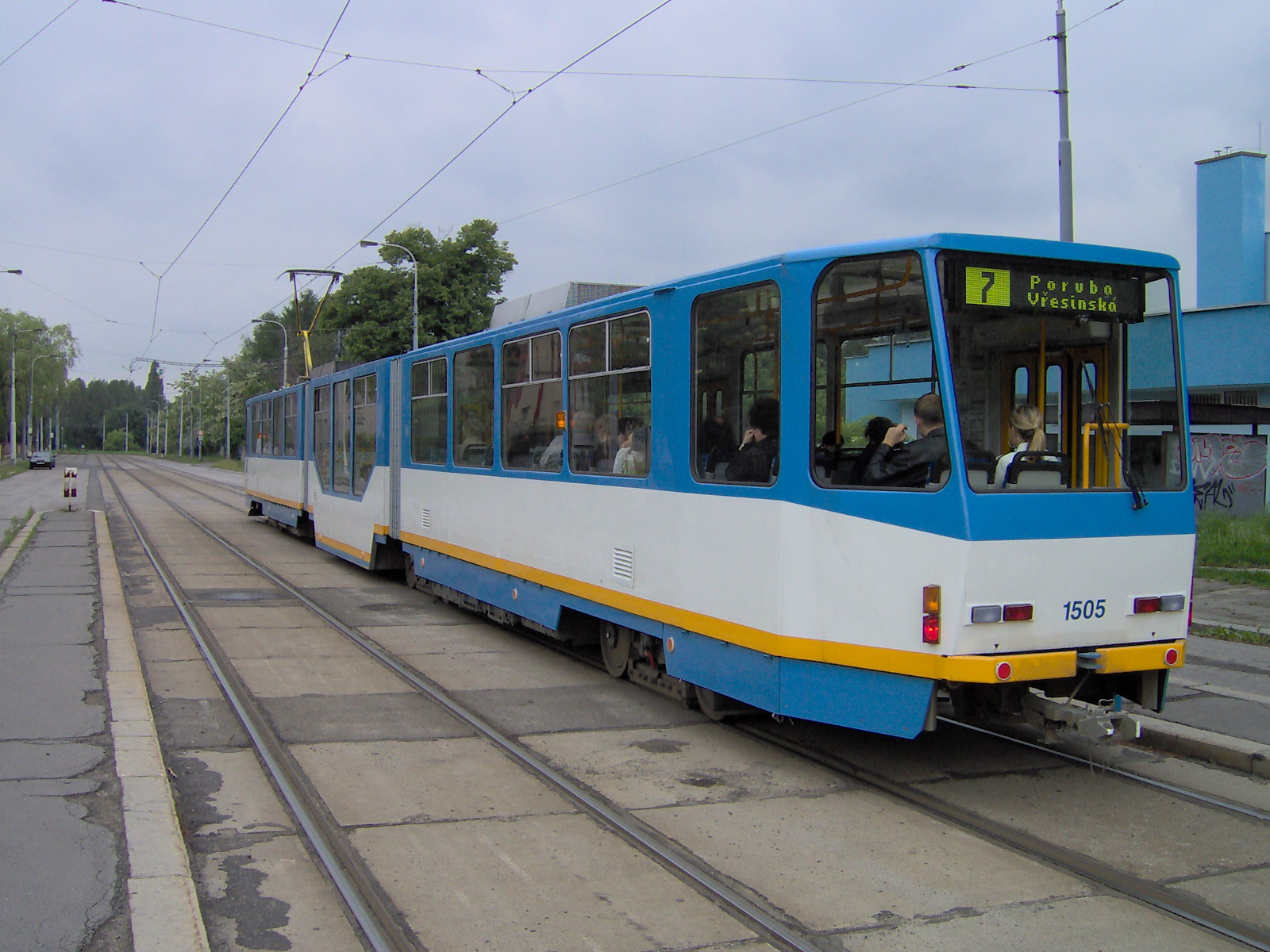
後方（2006年撮影）
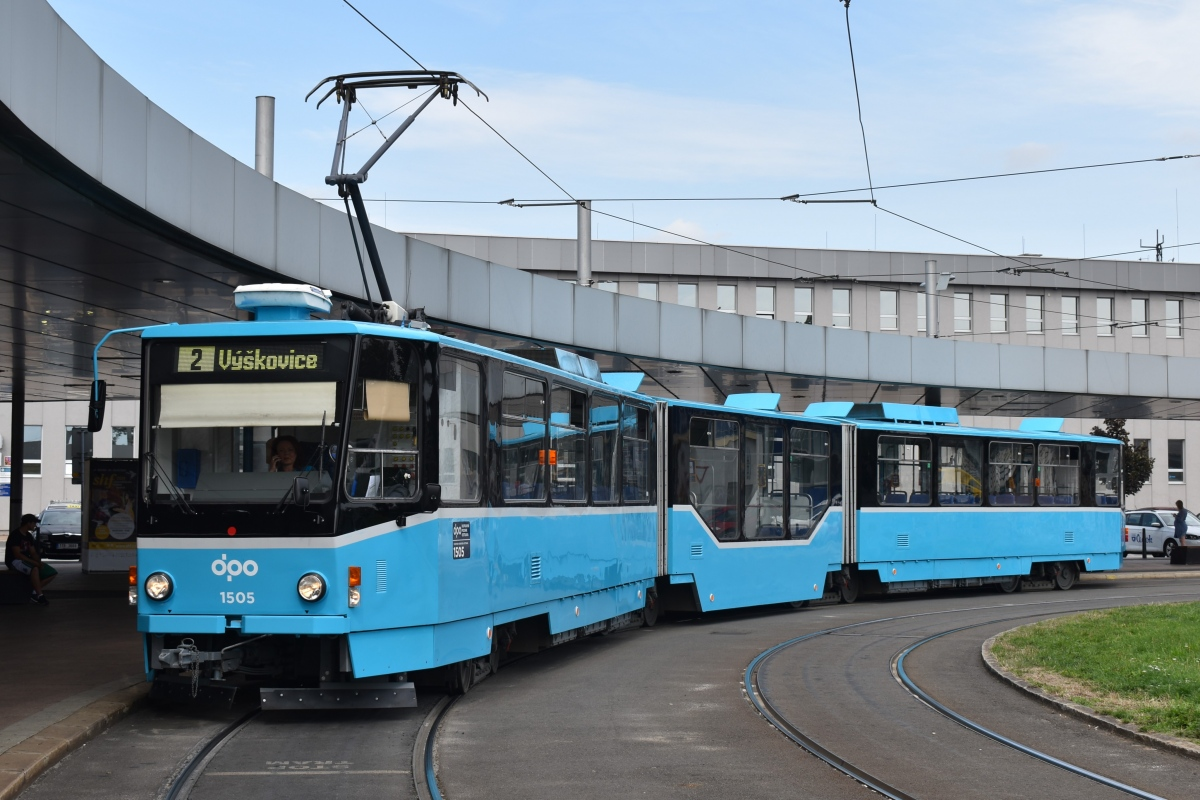
KT8D5.RN1（2019年撮影）

#### タトラT6A5

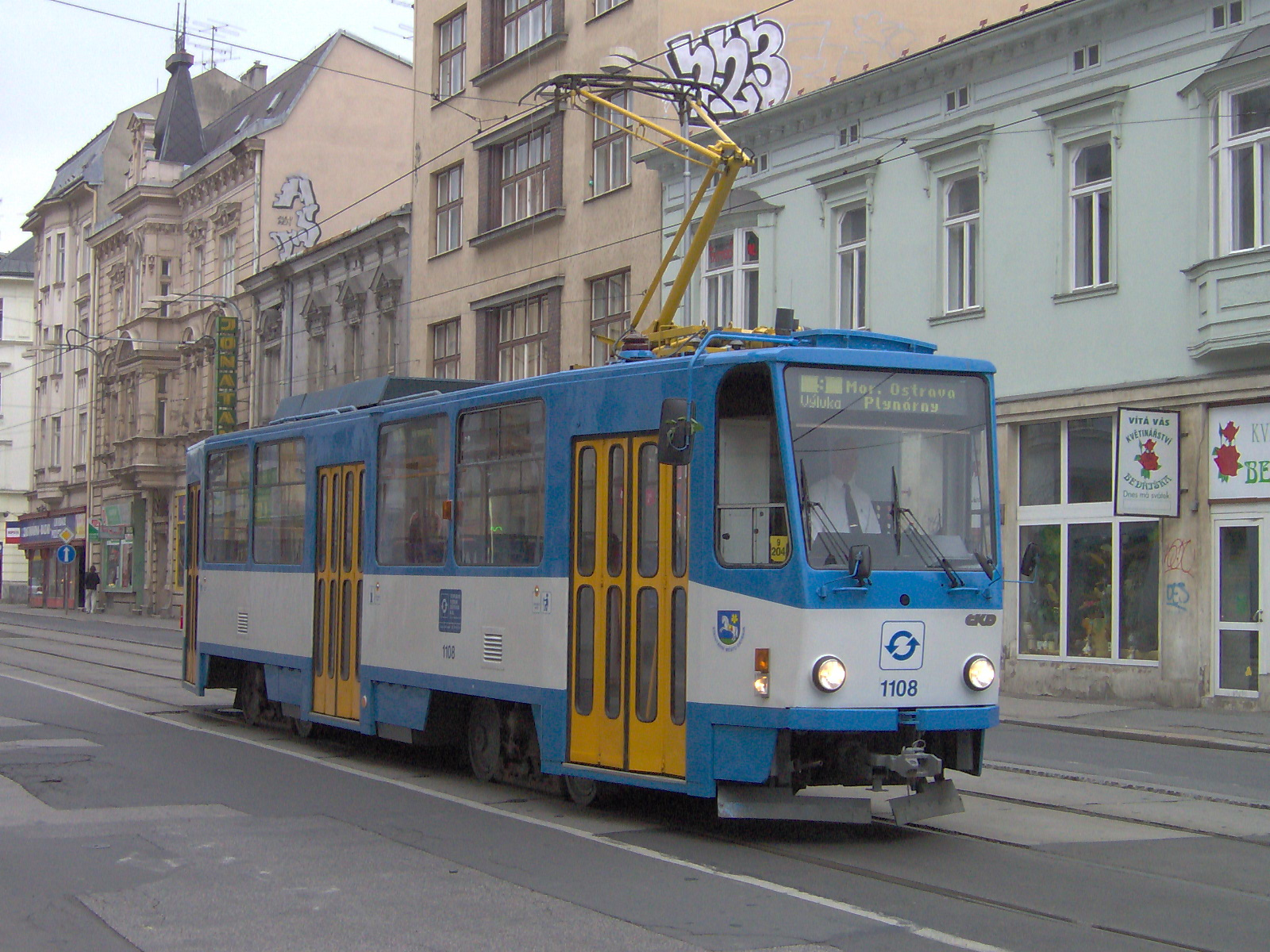
タトラT6A5（2006年撮影）

チェコやスロバキアの路面電車路線向けに開発された、タトラT3の事実上の後継車種。オストラヴァ市電には1994年以降38両（1101 - 1138）が導入されたが超低床電車の導入によりタトラT3と同様に廃車が進み、2023年6月29日に実施されるさよなら運転をもって定期運用から離脱する事になっている。それ以降は1両（1111）の保存が予定されている他、一部車両はタトラT3と共にウクライナのコノトプ市電へ譲渡される。

#### シュコダ03T

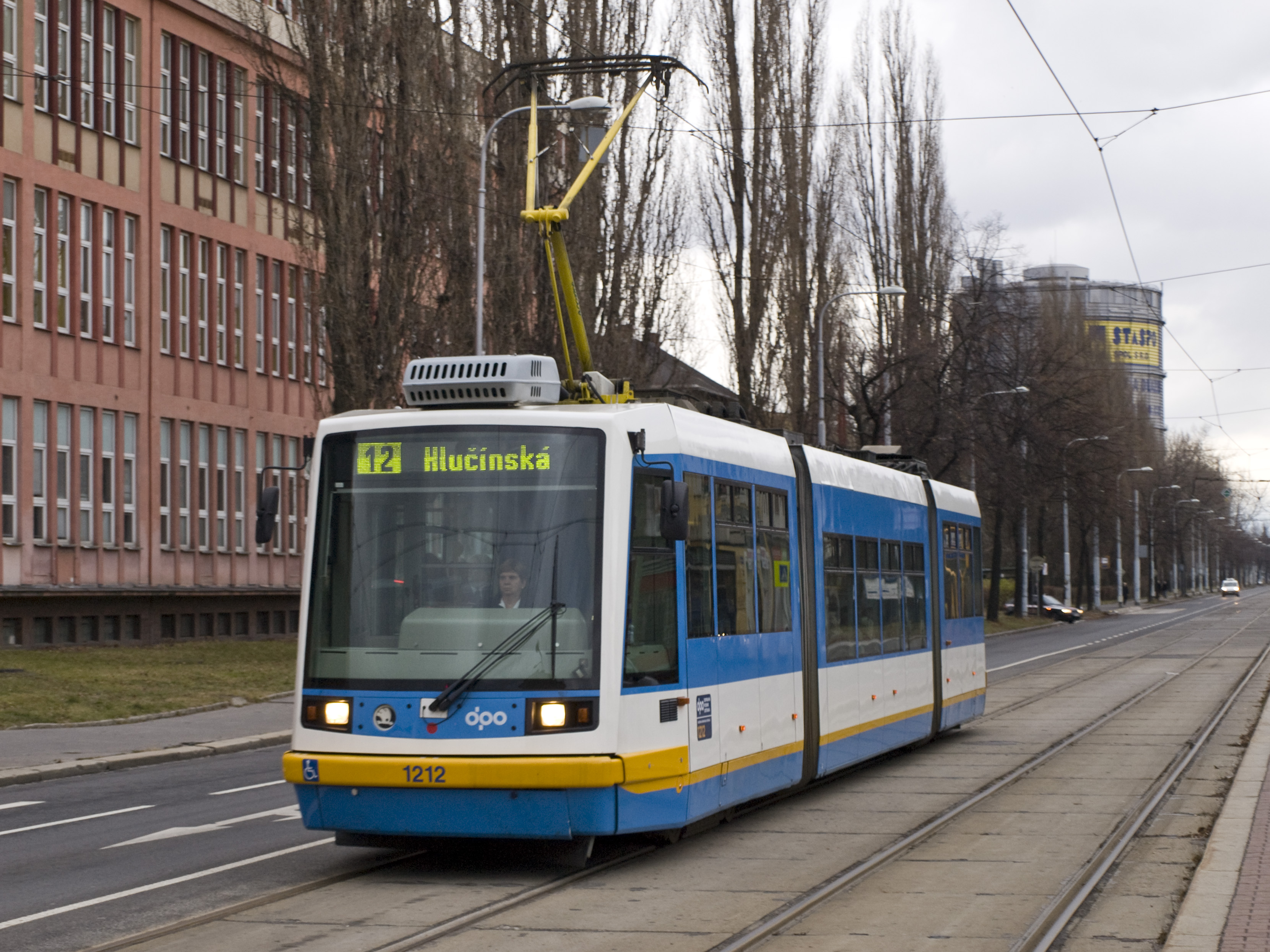
シュコダ03T（2011年撮影）

チェコの鉄道車両メーカーであるシュコダ・トランスポーテーションとイネコン・トラムのコンソーシアムが開発した、車内の50 %の床上高さを低くした部分超低床電車。「アストラ(ASTRA)」と言う愛称でも呼ばれている。オストラヴァ市電は1998年から営業運転を開始した同形式の最初の導入先の1つであり、2021年現在は13両が使用されている。

#### イネコン 01 トリオ

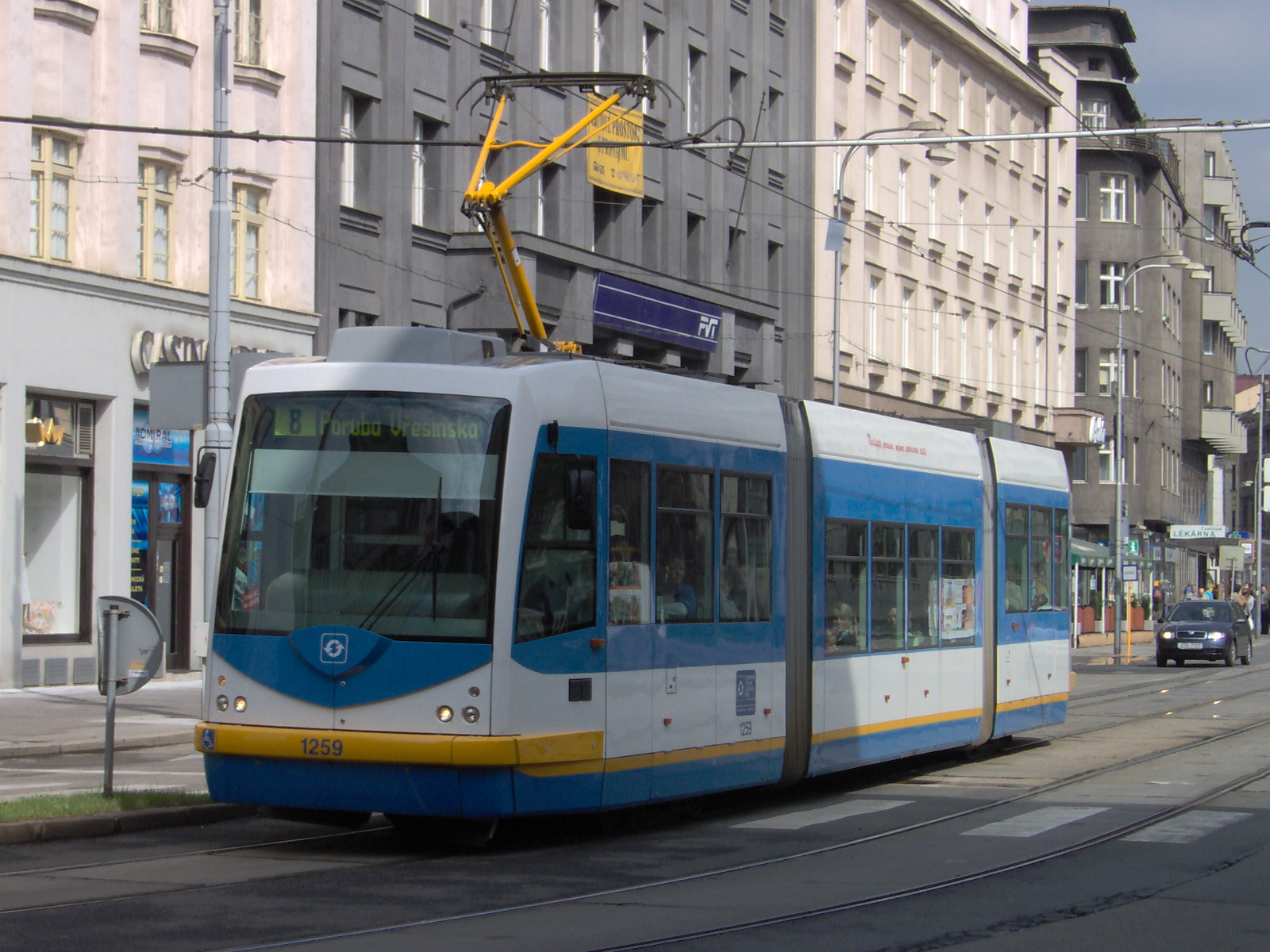
イネコン 01 トリオ（2006年撮影）

シュコダ・トランスポーテーションとの業務提携を解消したイネコン・トラムがオストラヴァ市交通会社と共に開発した部分超低床電車。2021年現在は9両が在籍する。

#### ヴァリオLF

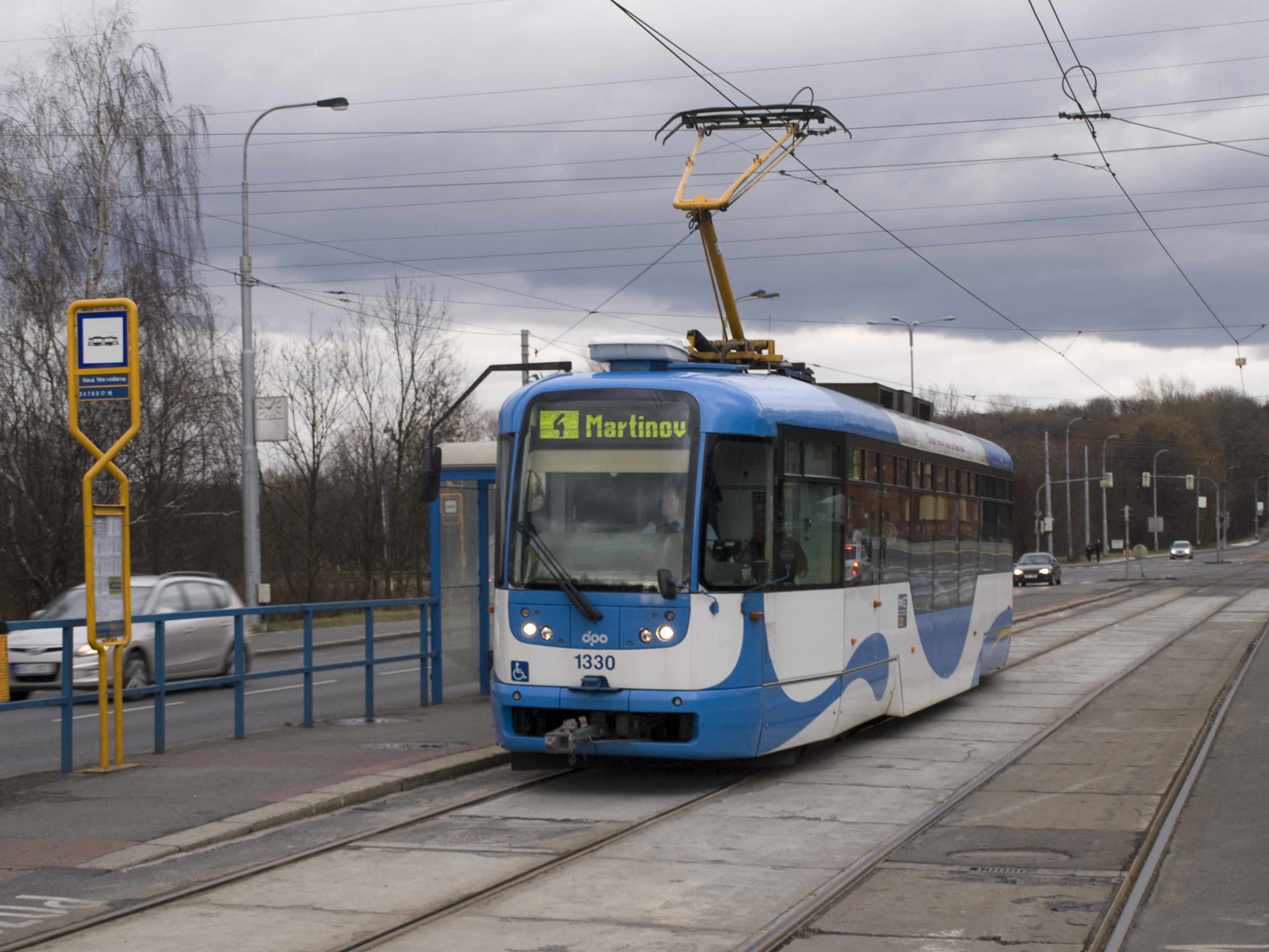
ヴァリオLF（2011年撮影）

アライアンスTWが展開する、車体の中央部分が低床構造となっている部分超低床電車。そのうちオストラヴァ市電に導入された車両はタトラT3の機器を流用した「ヴァリオLFR」と呼ばれる車種で、電気機器が異なる2形式（ヴァリオLFR.E：47両、ヴァリオLFR.S：16両）が2005年以降導入されている。

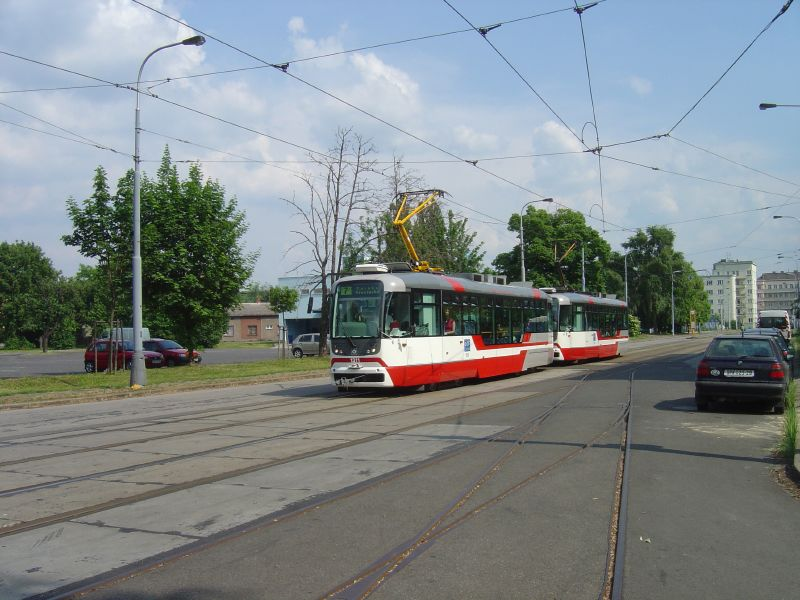
登場当初の塗装（2007年撮影）
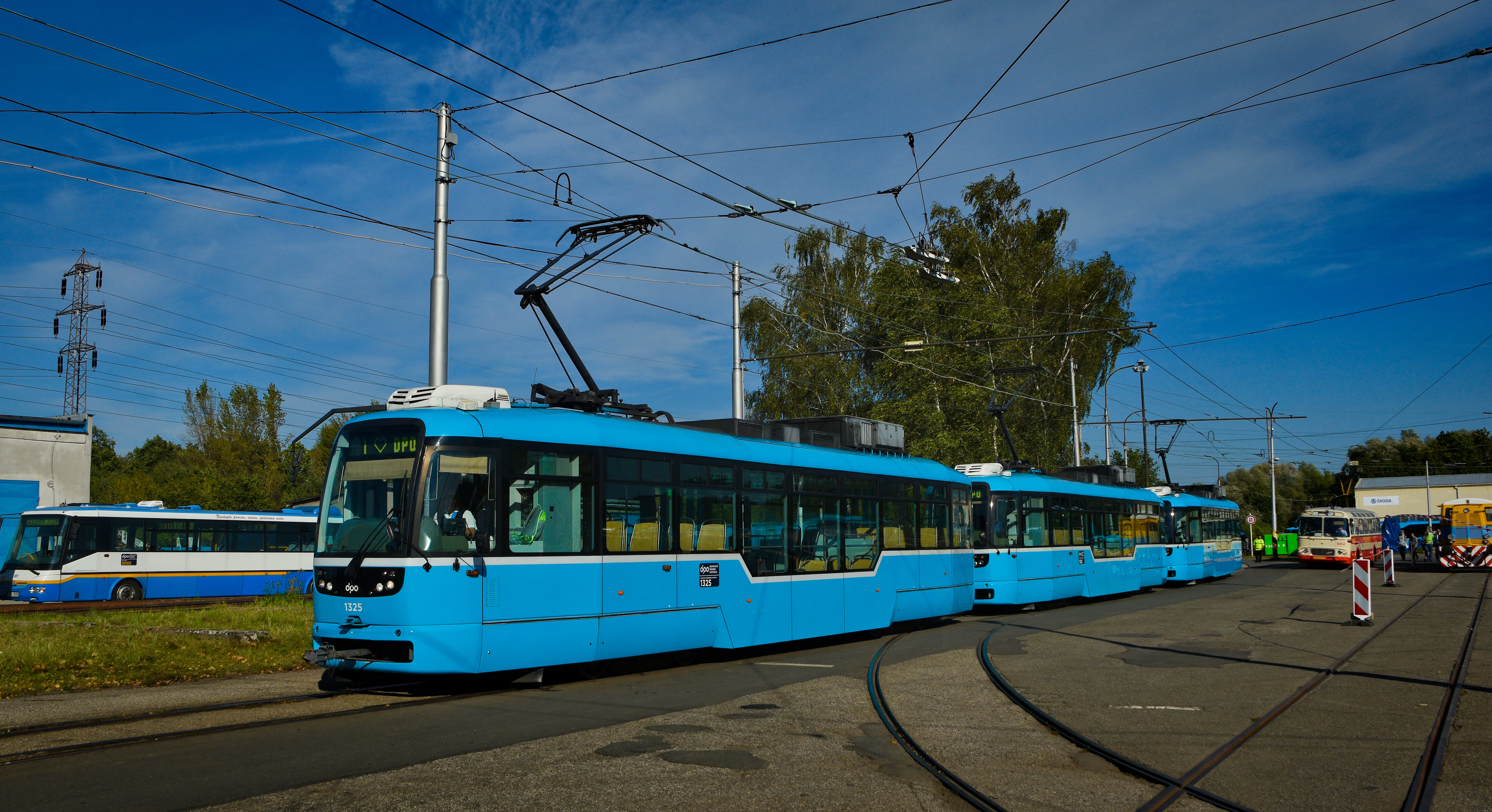
新塗装（2019年撮影）

#### ヴァリオLF2

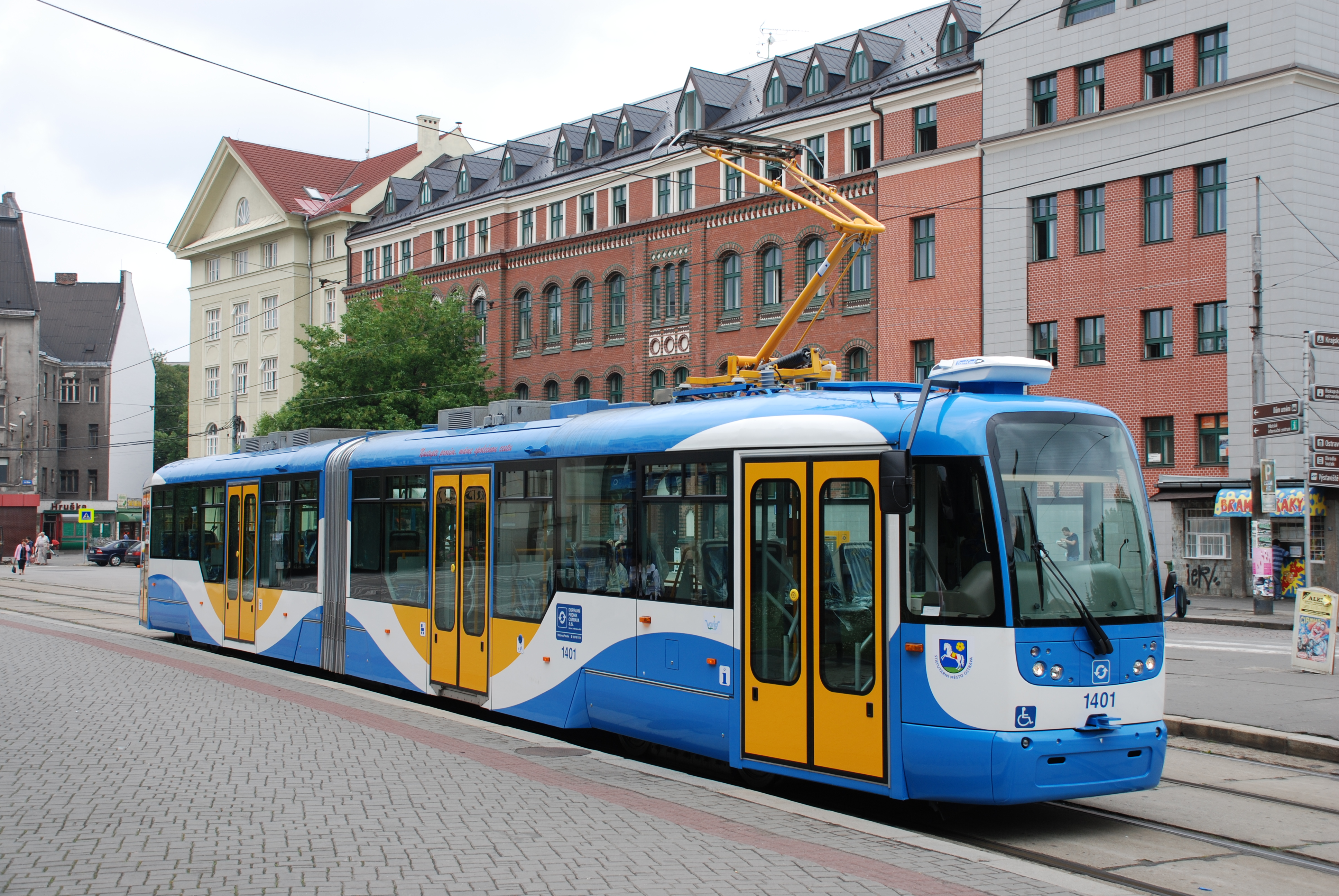
ヴァリオLF2（2007年撮影）

アライアンスTWが展開する、車内全体の43 %が低床構造となっている2車体連接車。オストラヴァ市電向け車両は2007年7月から営業運転を開始しており、2021年現在は3両が在籍する。そのうち2両については2018年まで在籍していたタトラK2の機器を流用した車両（ヴァリオLR2R.S）である。

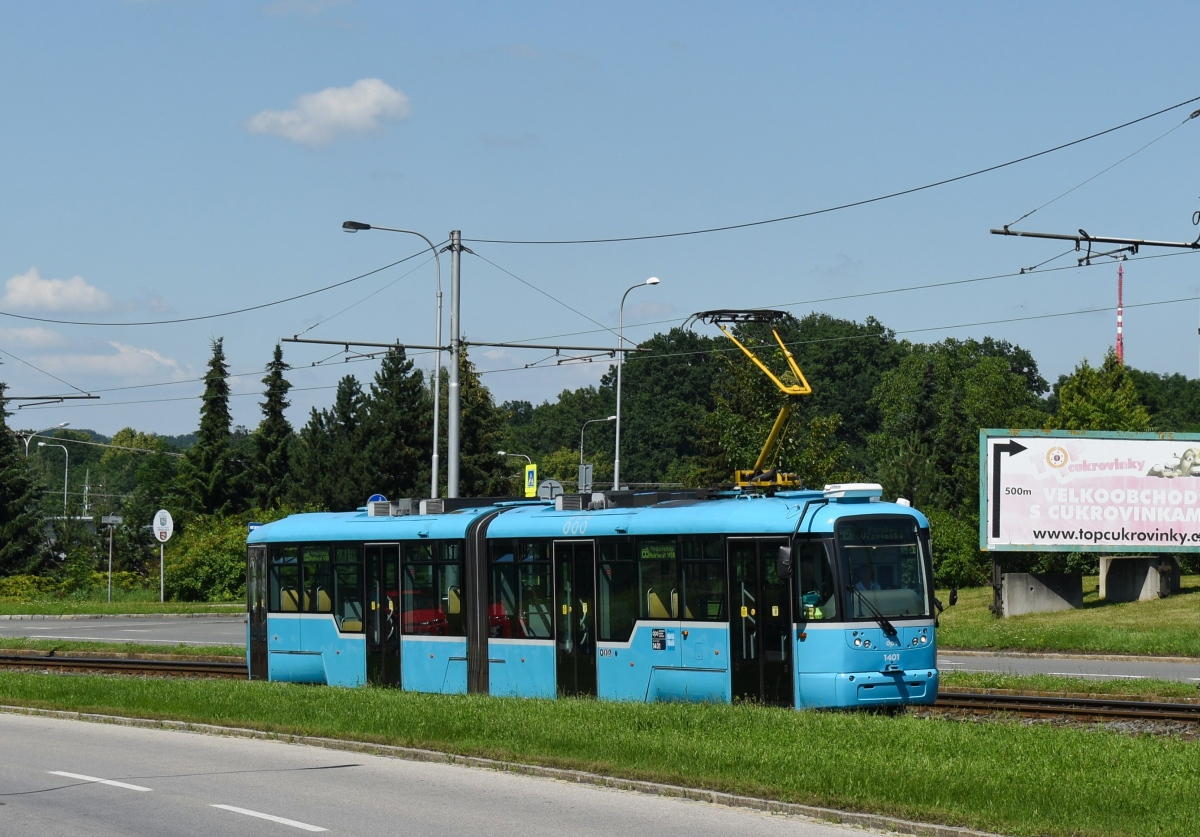
新塗装（2020年撮影）

#### ヴァリオLF2 プラス

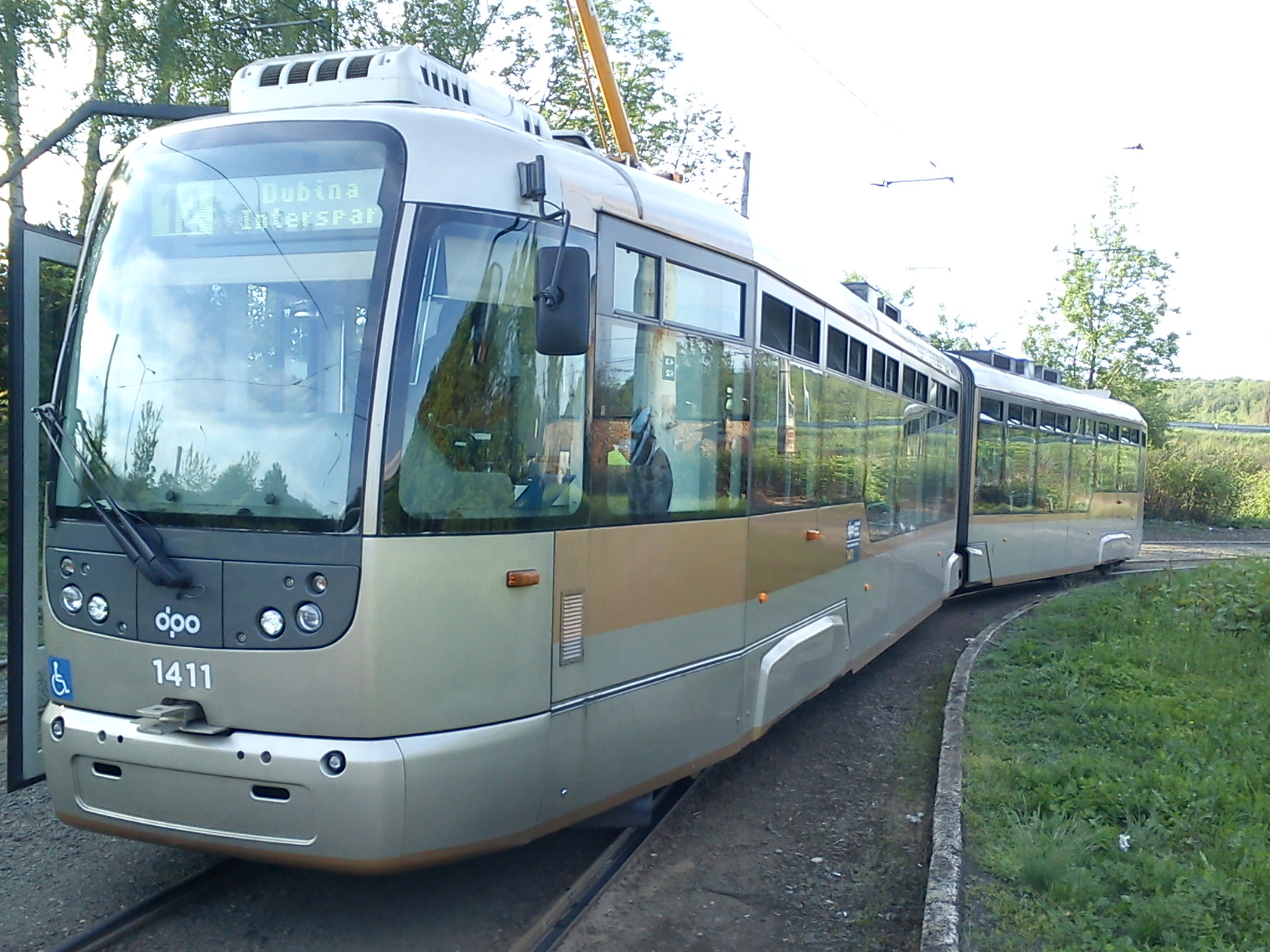
ヴァリオLF2 プラス（2012年撮影）

ヴァリオLFの改良型で、新設計の台車を使用する事で高床部分の床上高さを抑えている。オストラヴァ市電向け車両は2009年9月から営業運転を開始した1両（1411）が在籍している。

#### ヴァリオLF3

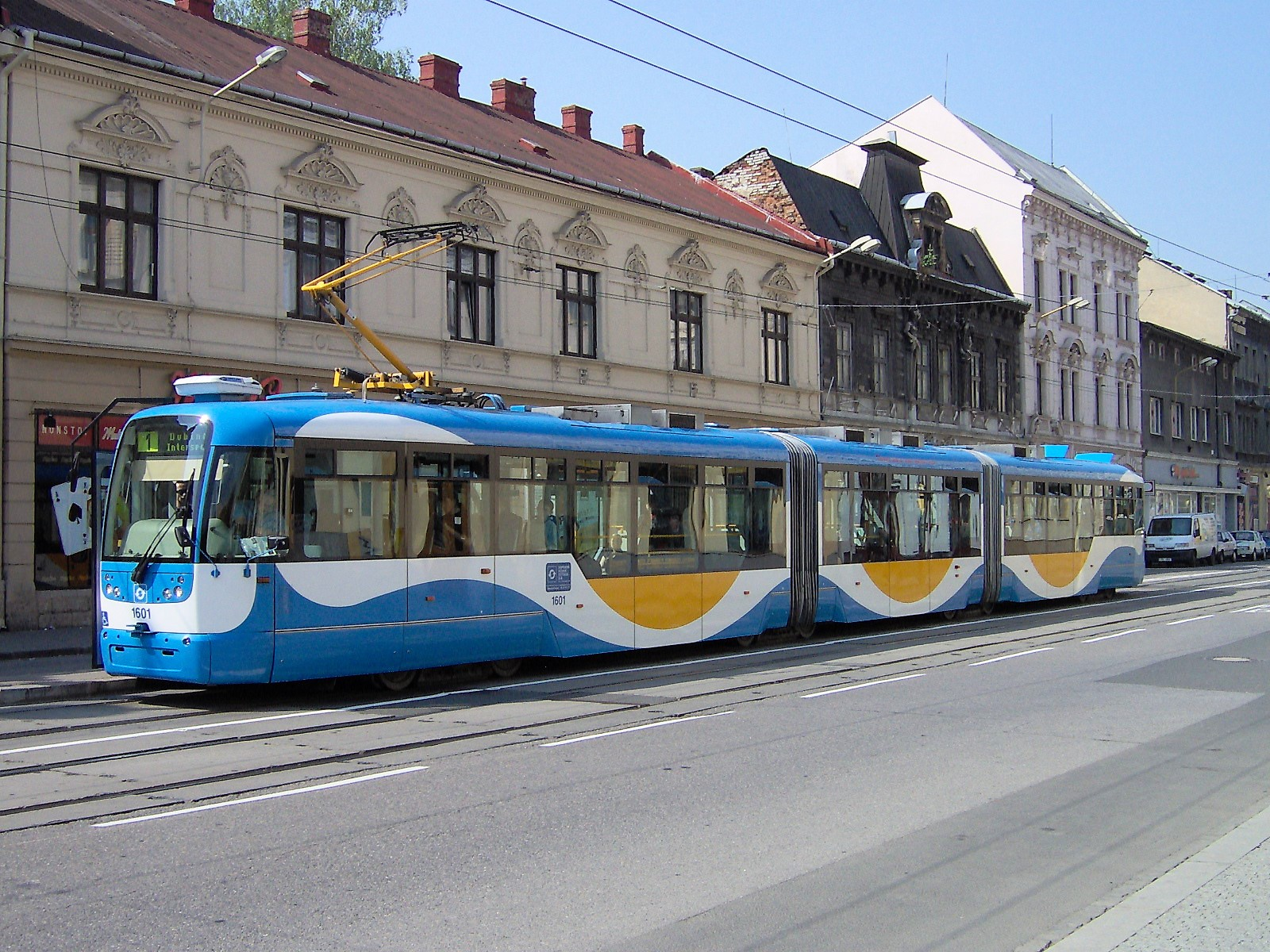
ヴァリオLF3（2007年撮影）

アライアンスTWが展開する、車内全体の50 %が低床構造となっている3車体連接車。オストラヴァ市電には片運転台車両であるヴァリオLF3（VarioLF3）に加えて、ループ線が使用できない場合でも運行可能な両運転台車両であるヴァリオLF3/2（VarioLF3/2）が導入されており、2021年現在は前者が2両、後者が3両在籍する。

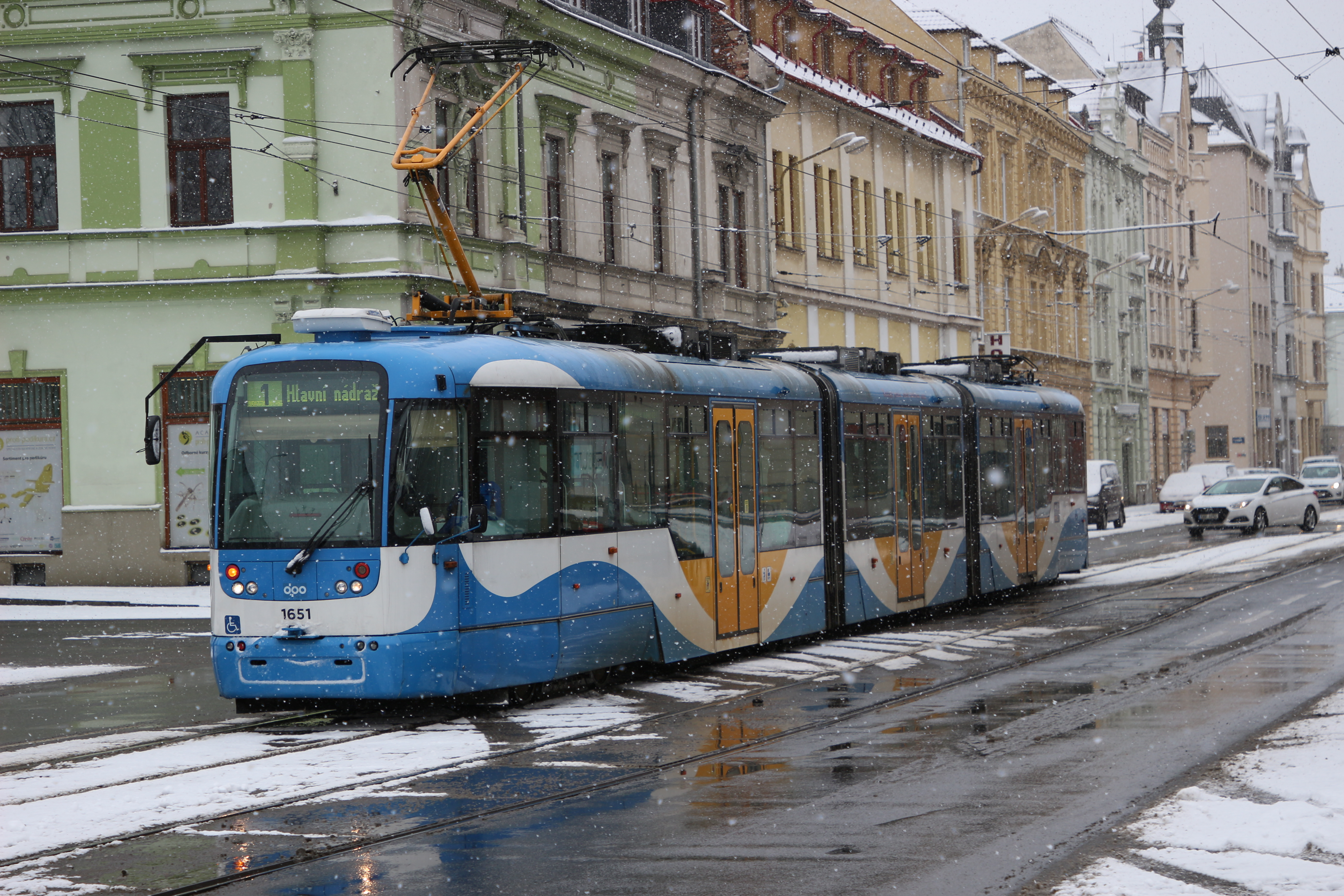
ヴァリオLF3/2（2019年撮影）

#### VV60LF

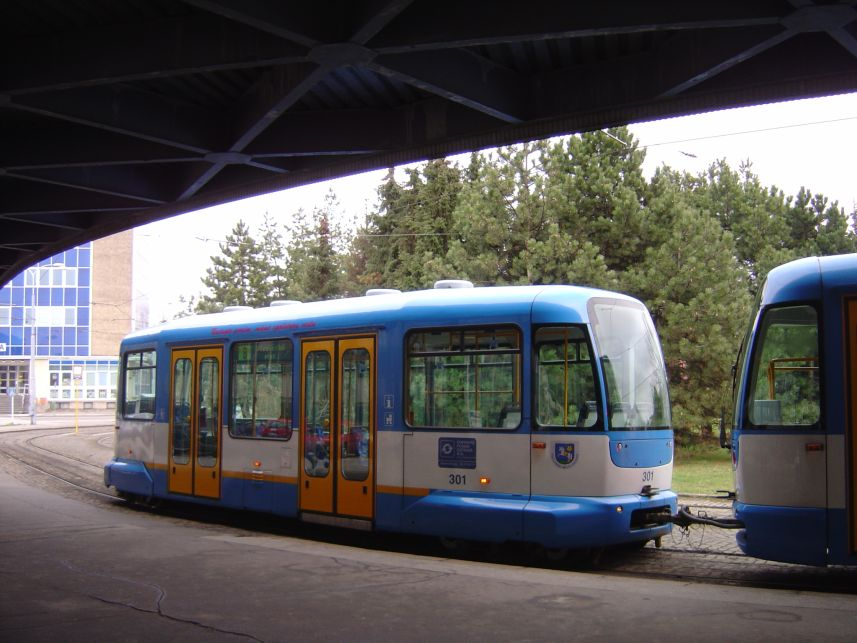
VV60LF（2007年撮影）

アライアンスTWとオストラヴァ交通会社によって共同開発が行われた部分超低床式の付随車。2021年現在は2両が在籍しており、出力が高いヴァリオLFR.EやタトラT3R.EVの後方に連結される。

#### タンゴ NF2 "ノヴァ"

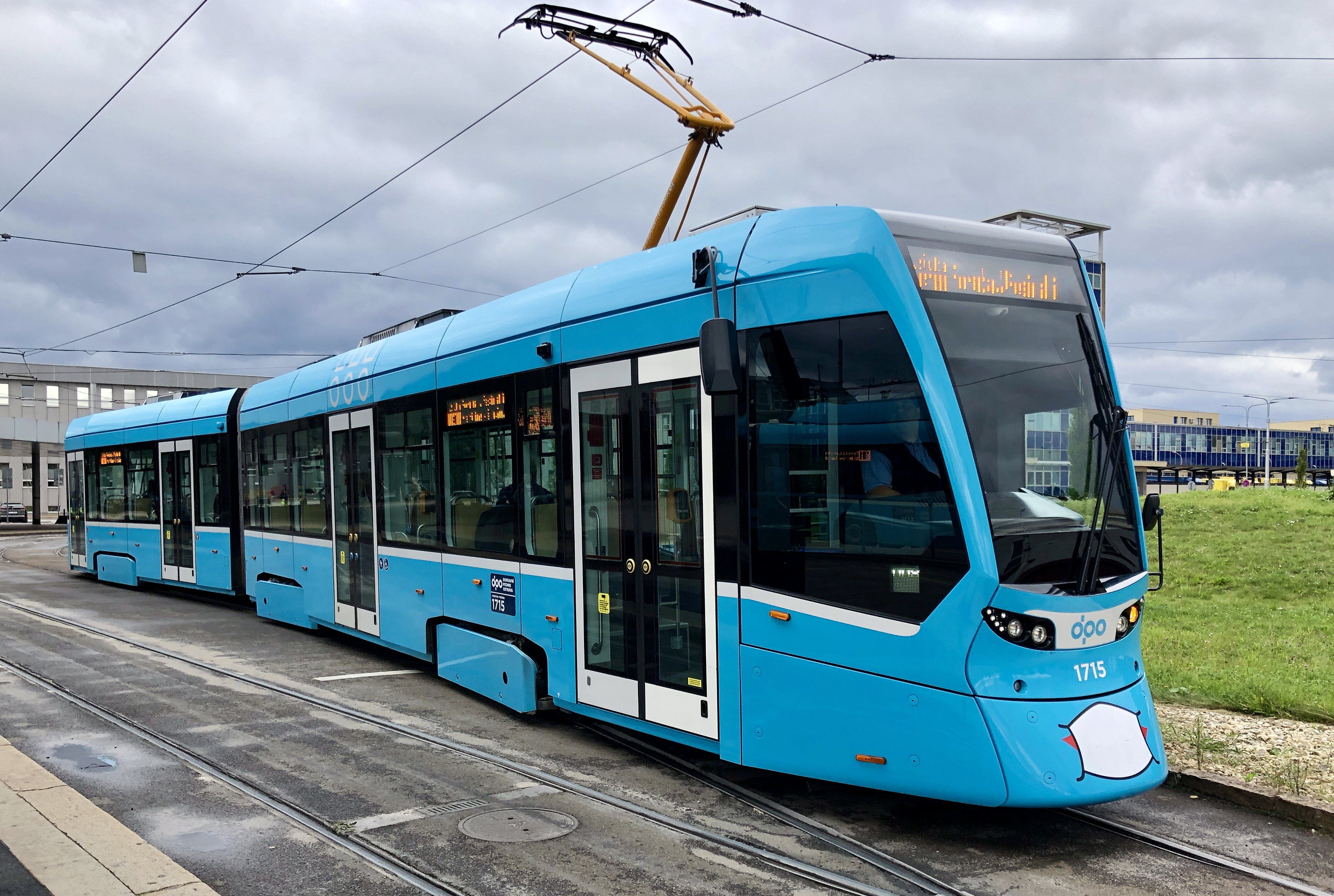
タンゴ NF2 "ノヴァ"（2020年撮影）

スイスのシュタッドラー・レールが展開する超低床電車「タンゴ（Tango）」を基に、オストラヴァ市電向けの設計が行われた2車体連接車。2016年に40両分（30両 + オプション10両）の契約が結ばれた後、2018年から営業運転を開始した。

#### シュコダ39T

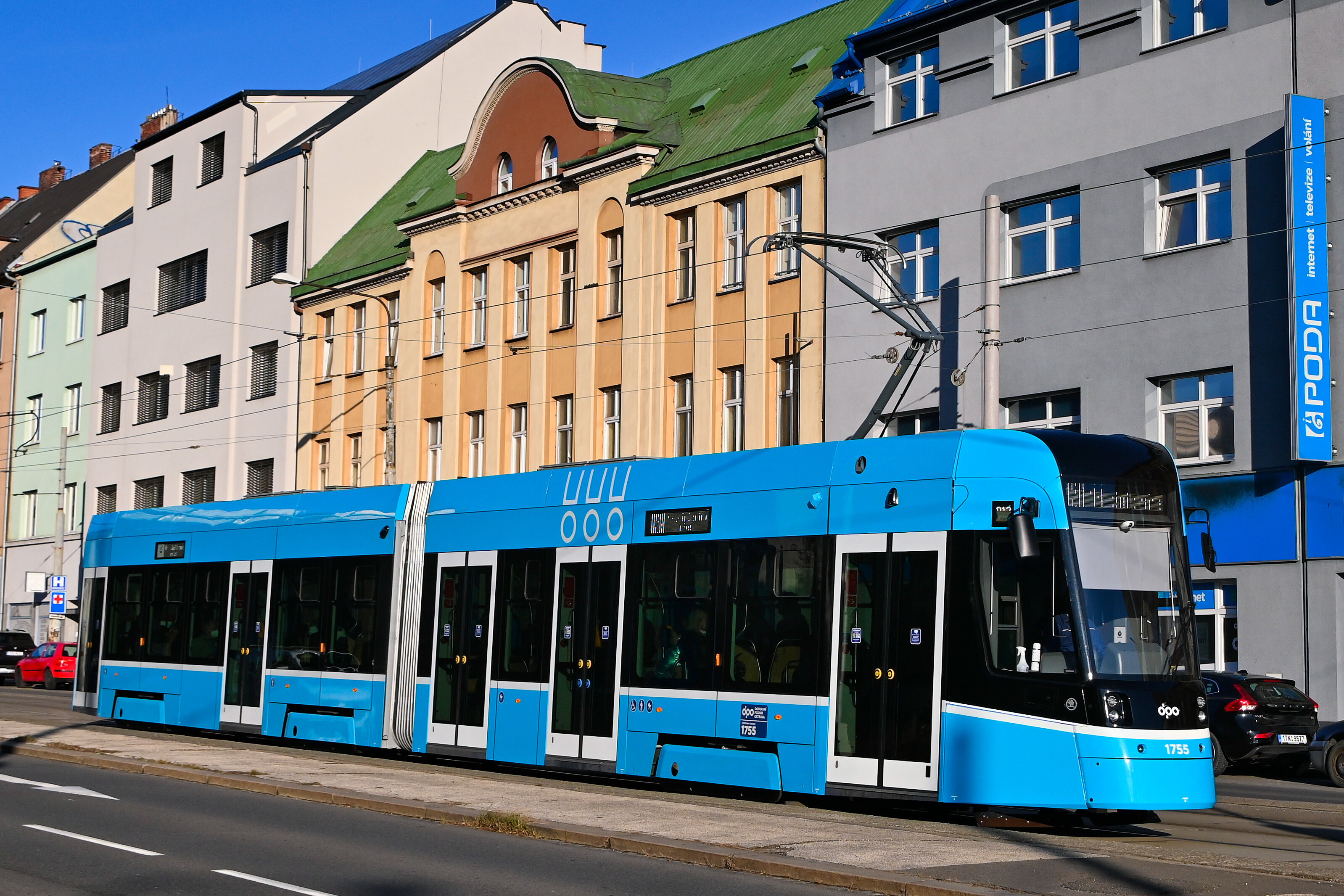
シュコダ39Tr（2022年撮影）

2018年、オストラヴァ市交通会社はシュコダ・トランスポーテーションとの間に新型路面電車車両に関する契約を結んだ。これは同社が世界各地に展開する超低床路面電車ブランドのフォアシティ・スマートの1つで、回転軸を有するボギー台車を備えた編成長26.5 mの2車体連接車である。車内には充電用のUSBポートが常備されている他、冷暖房双方に対応した空調装置も搭載され、快適性が向上している。設計最高速度は80 km/hを予定しており、これはオストラヴァ市電向け車両で最速となる。
新型コロナウイルス感染症（COVID-19）の影響で当初想定されていた製造スケジュールから遅れが生じており、最初の車両が納入されたのは2021年となった。その後、試運転を経て同年11月から乗客を乗せる形での試験運転が行われ、翌2022年2月から本格的な営業運転を開始した。2024年までに合計38両が導入されており、老朽化が進んだタトラT3やタトラT6A5が置き換えられる。

### 導入予定車両
オストラヴァ市交通公社では2車体連接車のシュコダ39Tに加え、主要系統の需要増加や老朽化が進んだタトラKT8D5の置き換えを目的に、より編成長や定員を増加させた新型車両の最大25両分の導入を検討していた。これに関する製造会社の入札も実施されたが、参加した企業が資金調達を始めとした諸事情から契約をキャンセルしたため、2024年時点で導入時期や製造メーカーは未定の状態となっている。

### 保存車両
オストラヴァ市交通会社では過去に使用されていた車両の保存について積極的に取り組んでおり、路面電車車両についても多数の車両が動態保存されている。

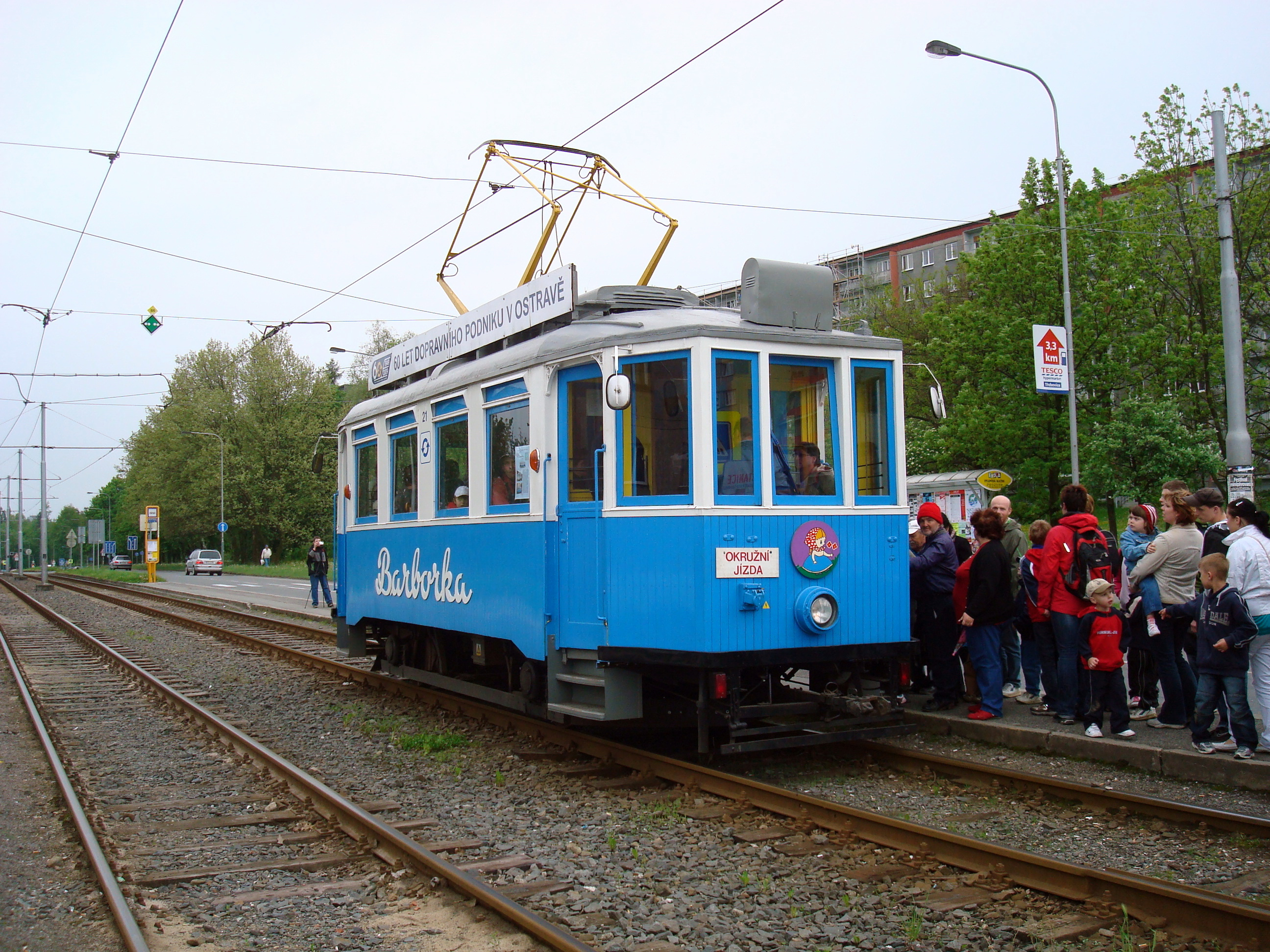
21（電動車） （2010年撮影）
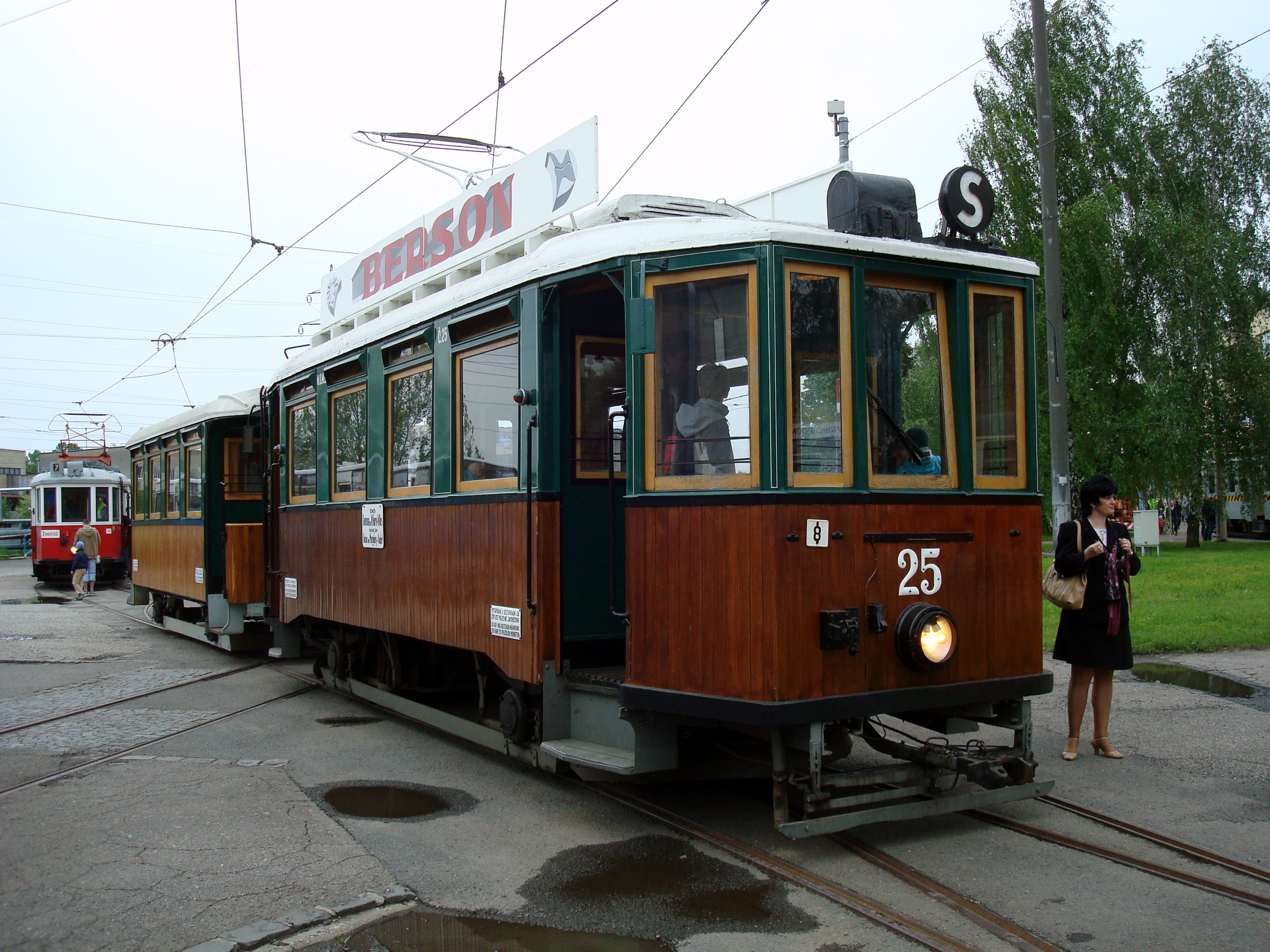
25（電動車） （2010年撮影）
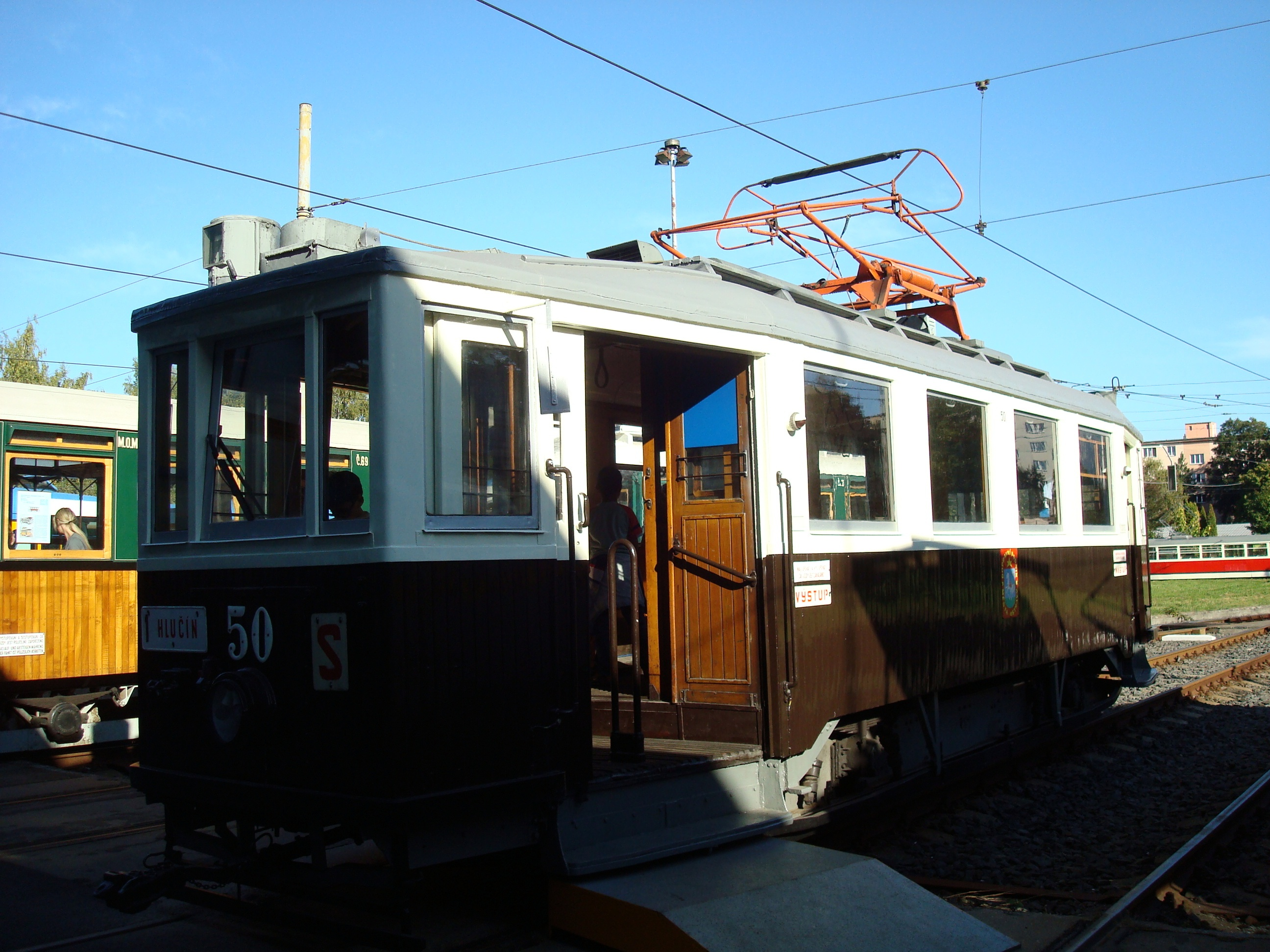
50（電動車） （2011年撮影）
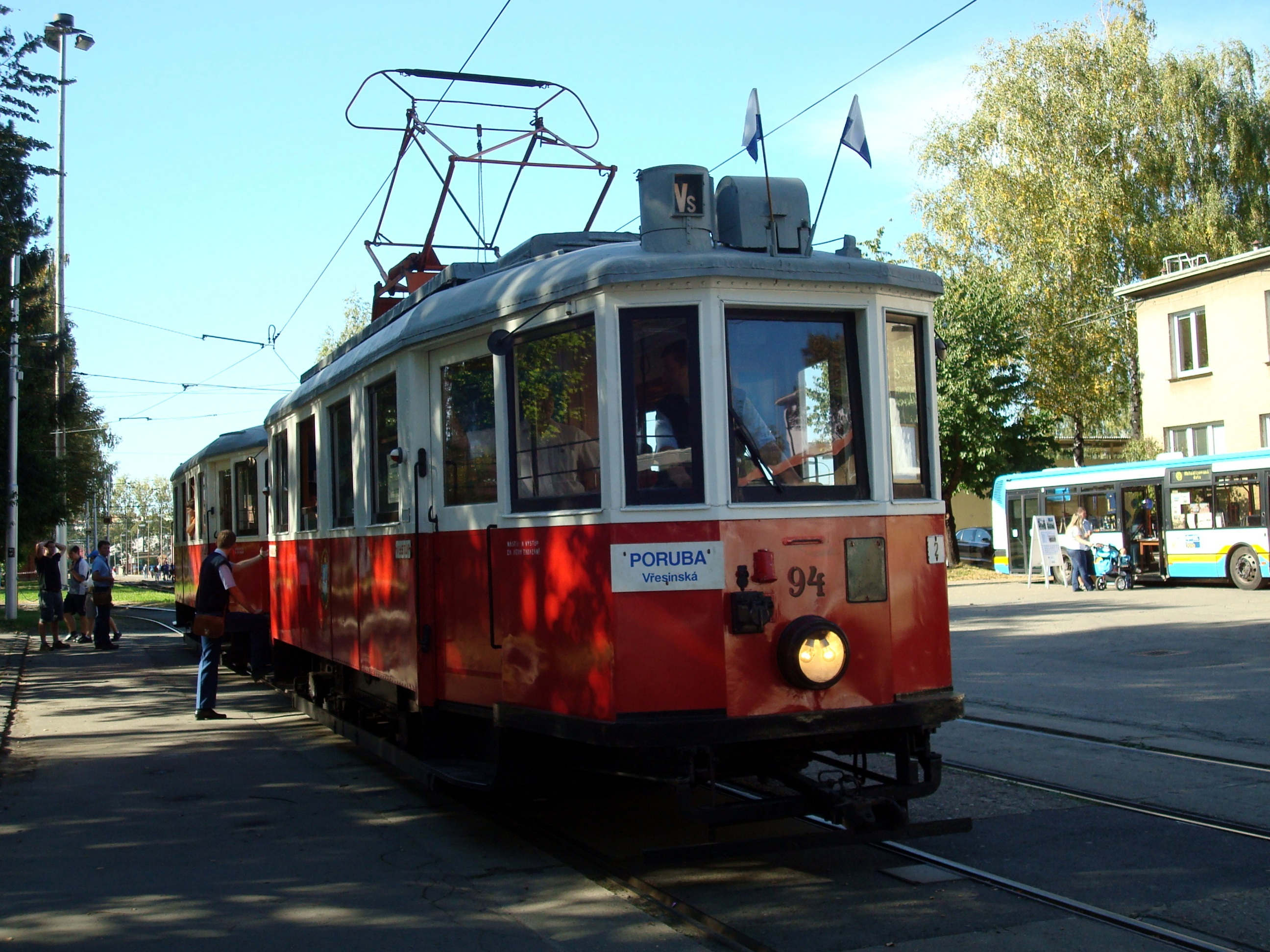
94（電動車） （2011年撮影）
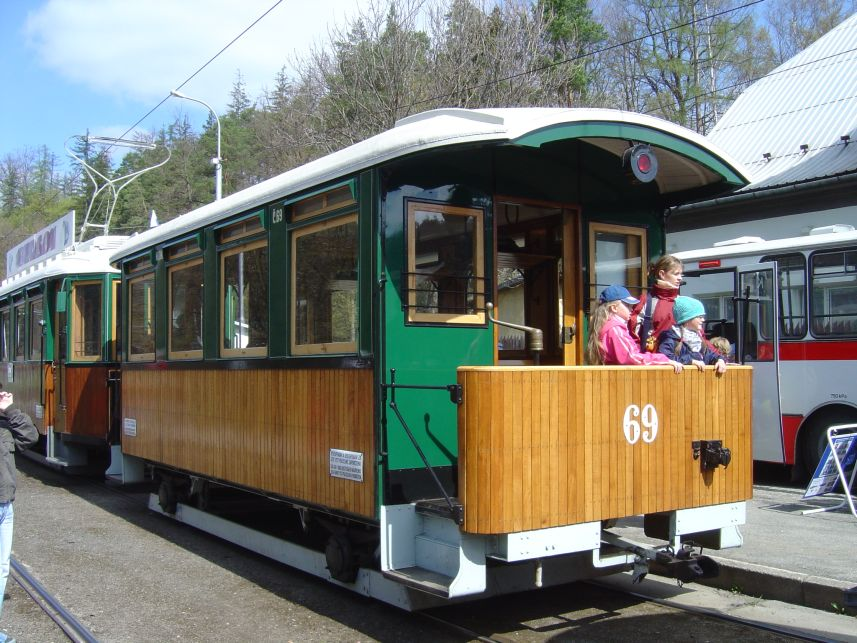
69（付随車） （2007年撮影）
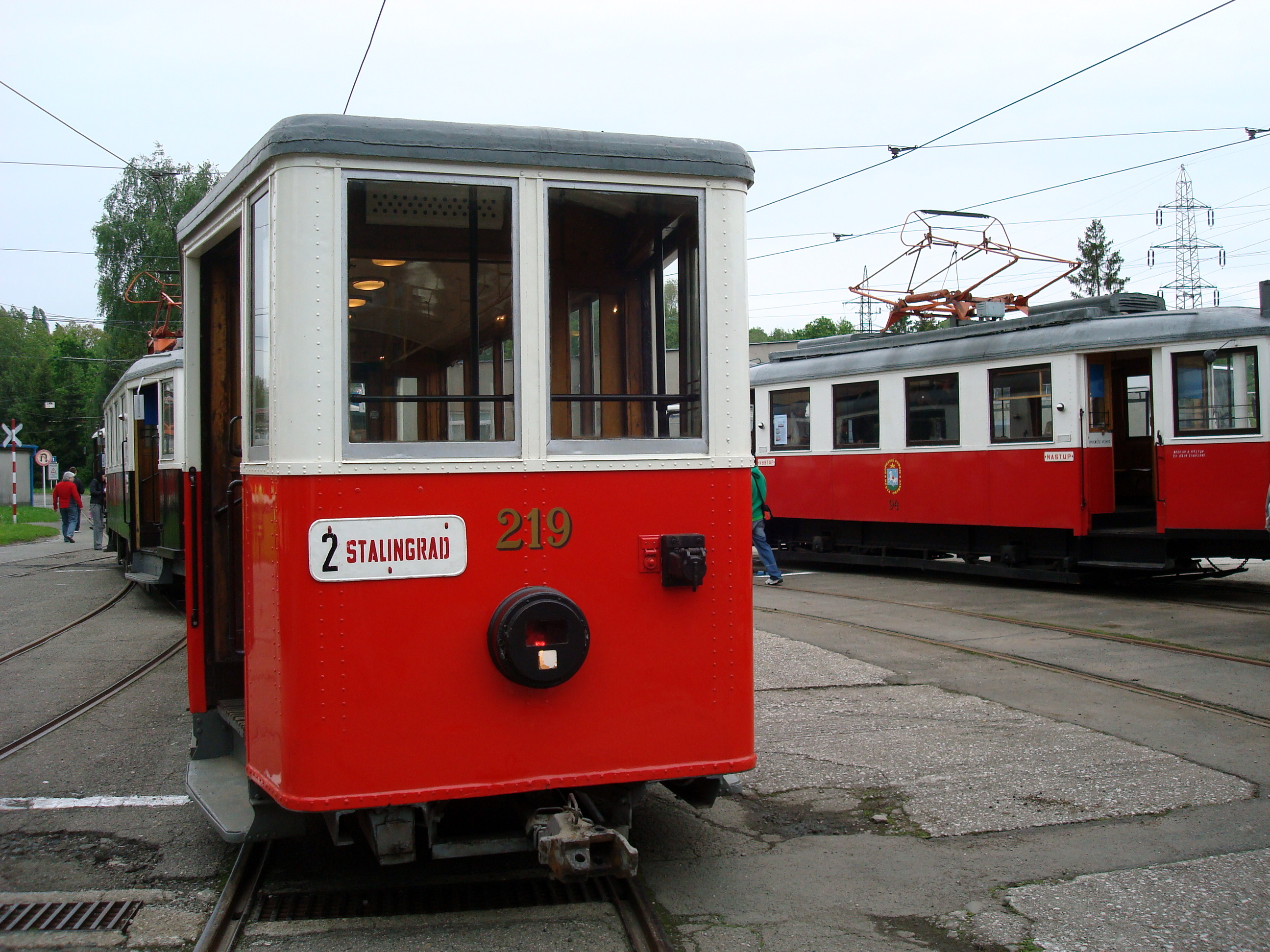
219（付随車） （2010年撮影）
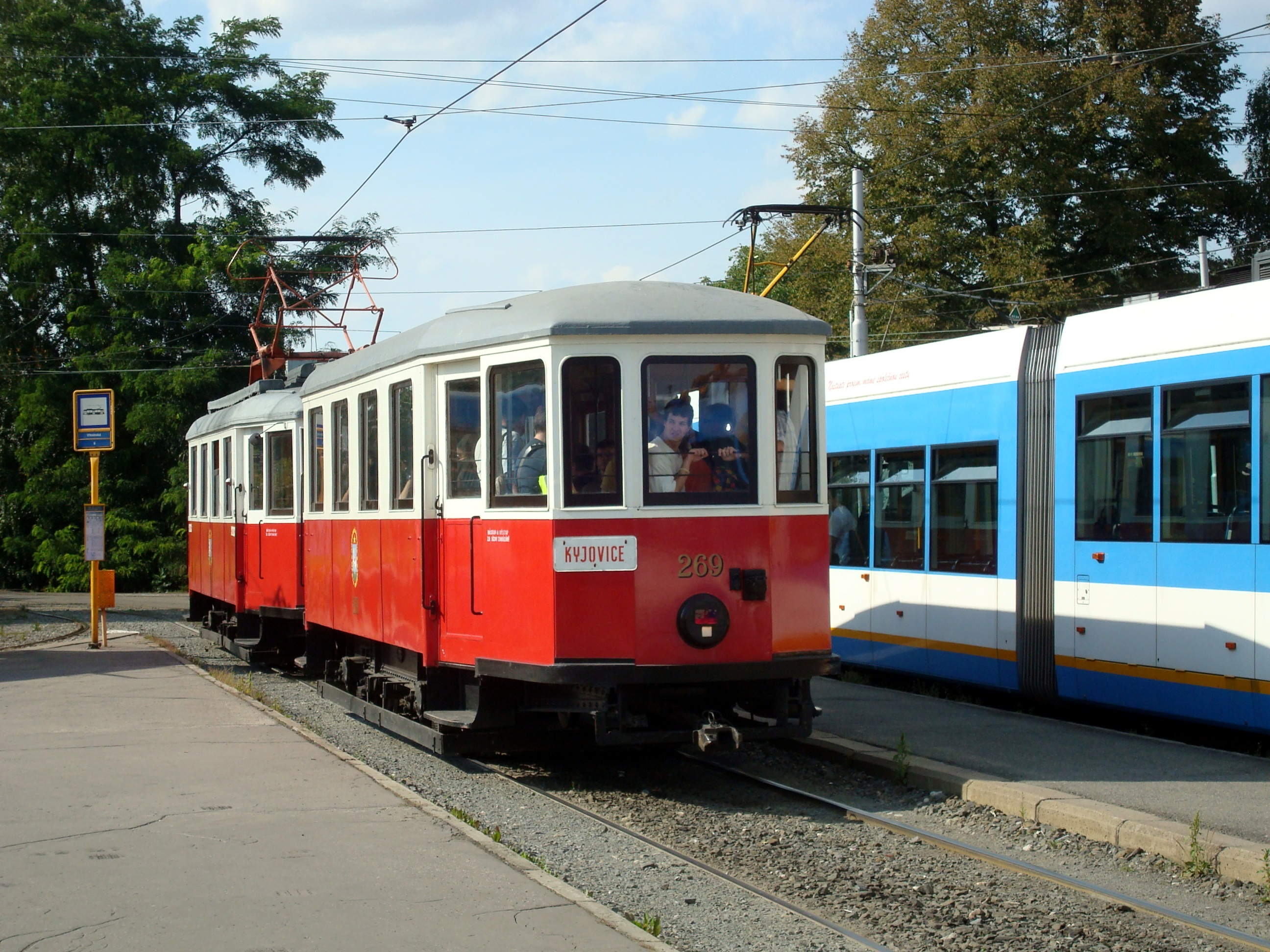
269（付随車） （2011年撮影）
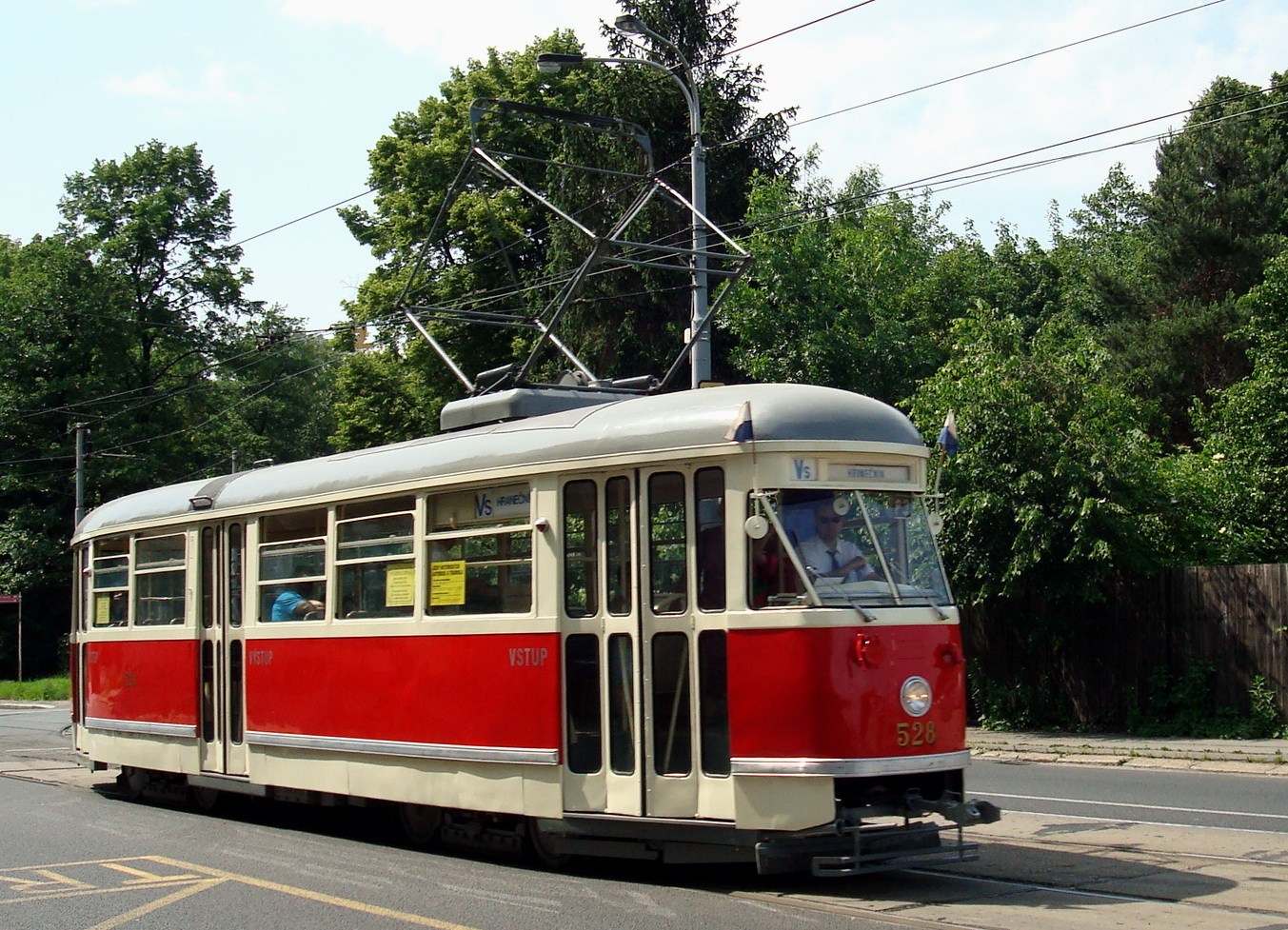
528（タトラT1） （2008年撮影）
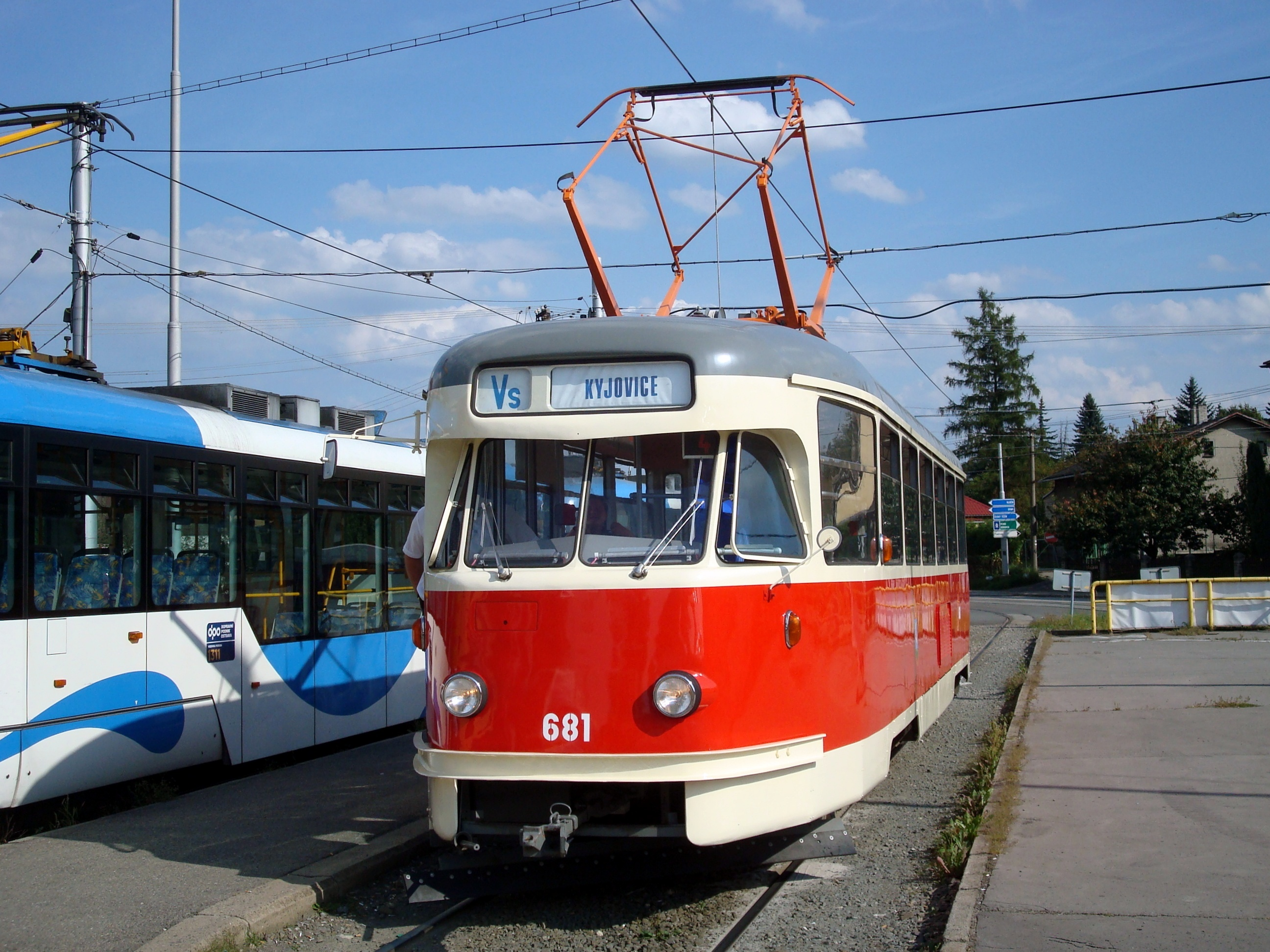
681（タトラT2） （2011年撮影）
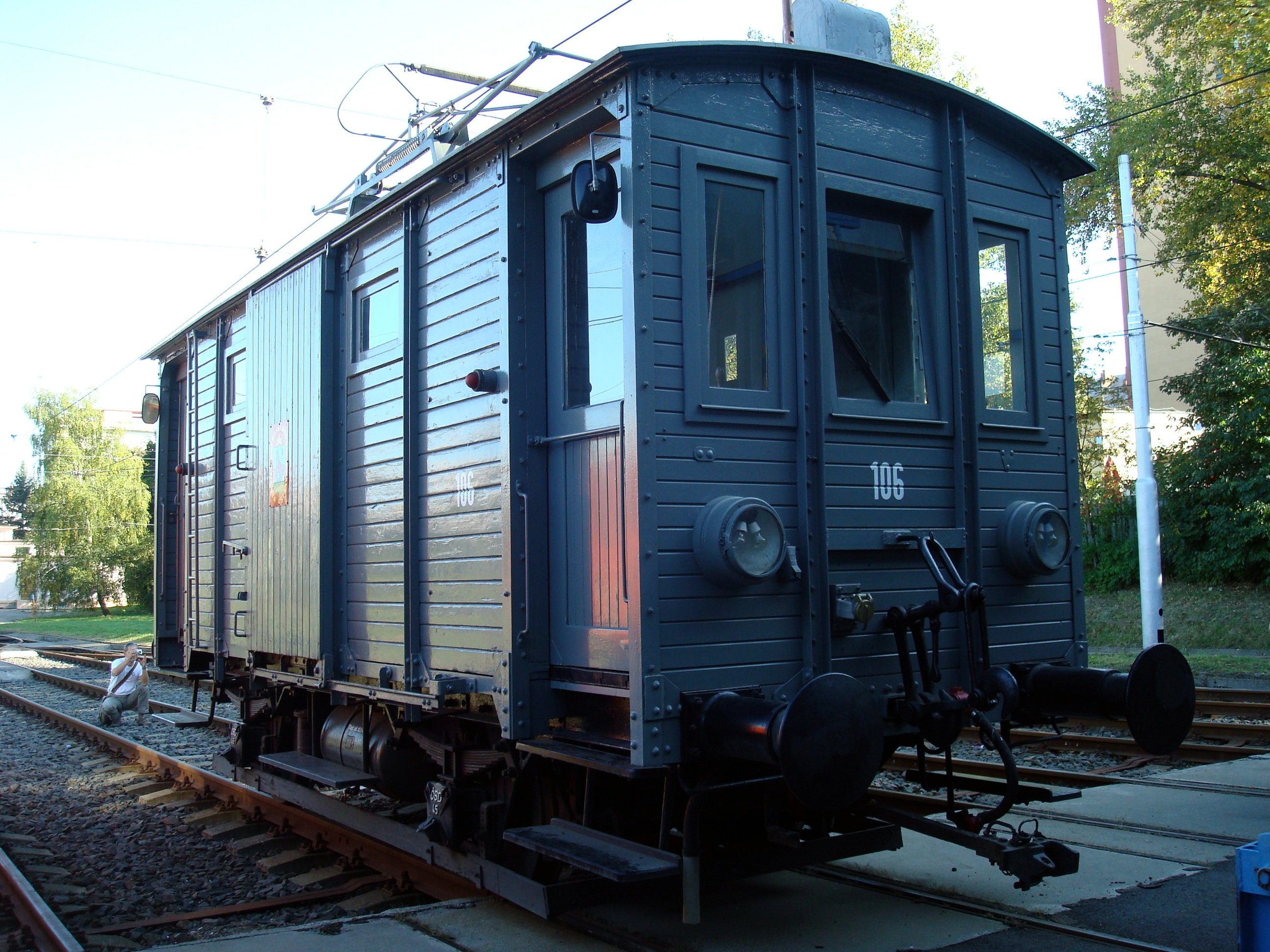
106（電動貨車） （2011年撮影）
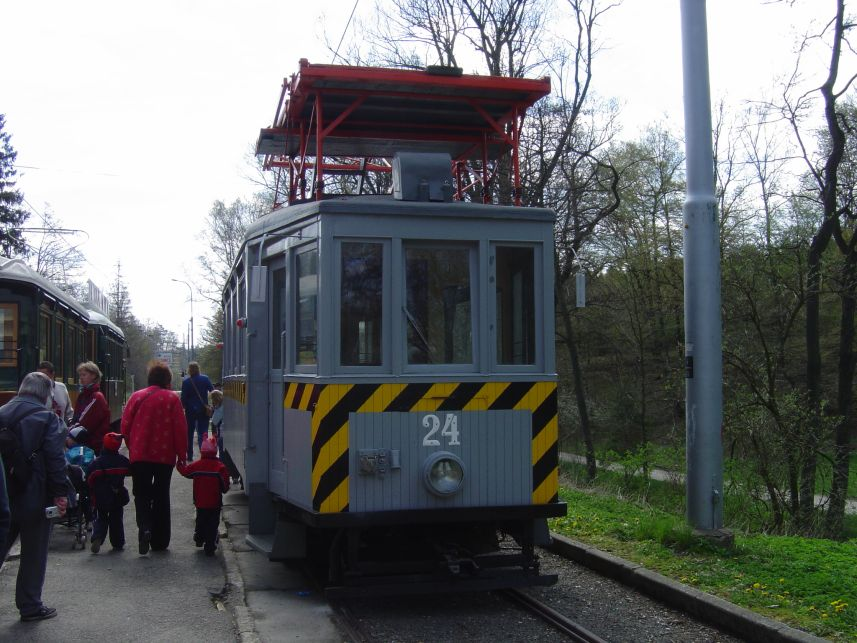
24（高所作業車） （2007年撮影）